# Starożytny Egipt

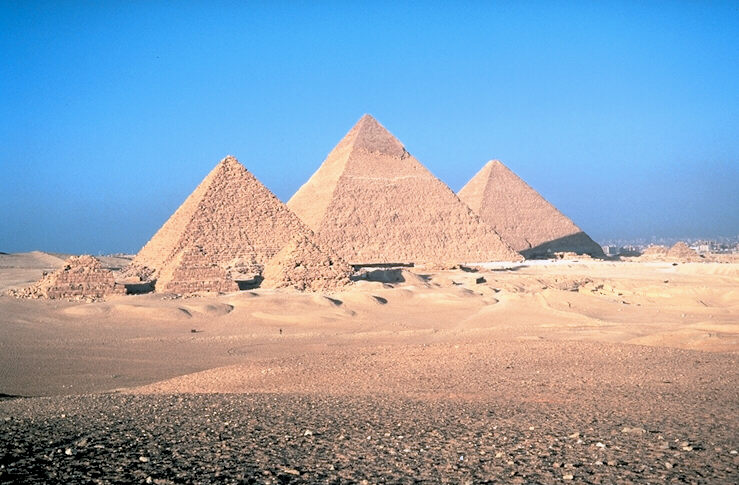
Egipskie piramidy w Gizie z III tysiąclecia przed naszą erą

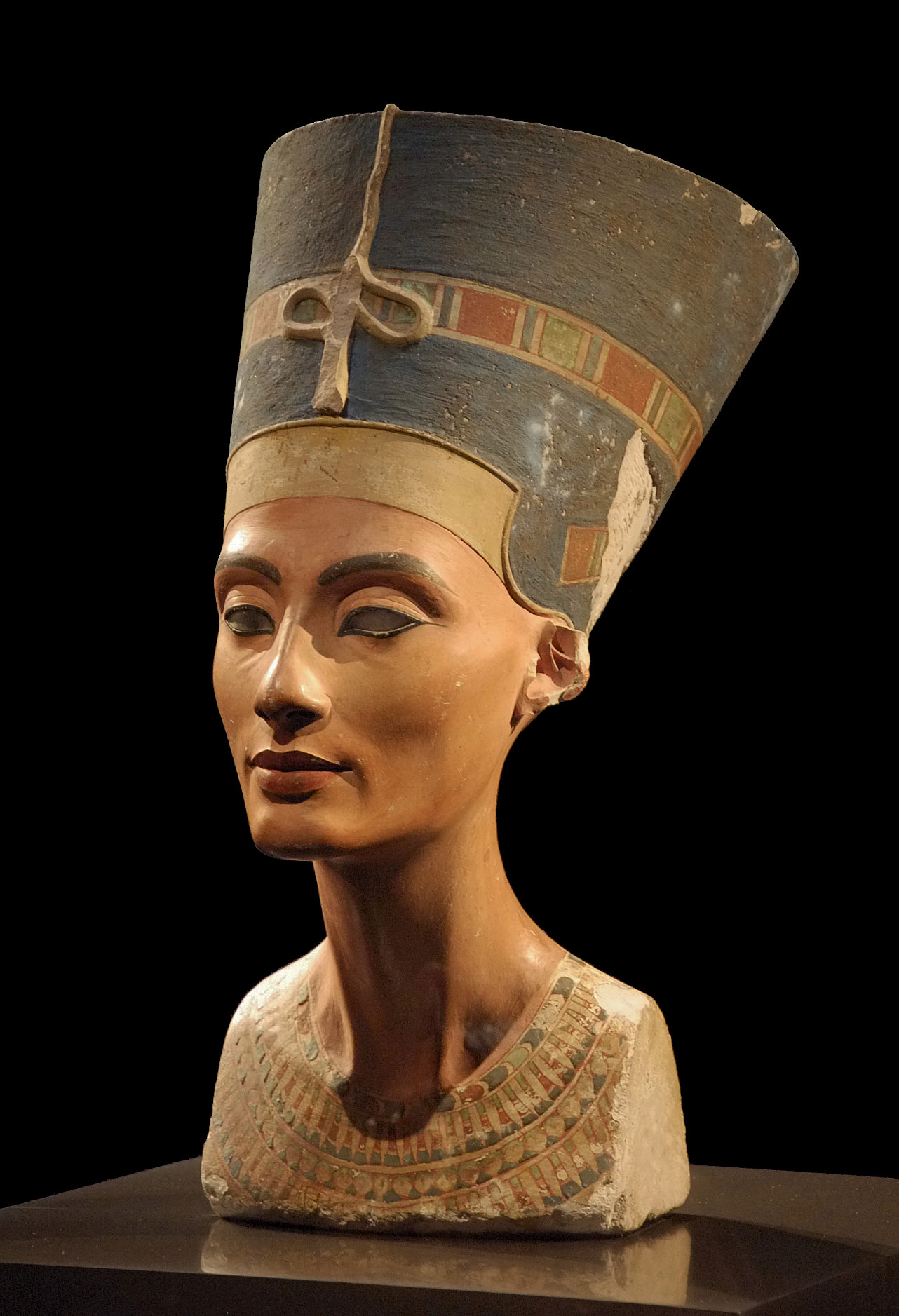
Popiersie Nefertiti – wizerunek królowej Nefertiti, żony faraona Echnatona z XIV wieku przed naszą erą

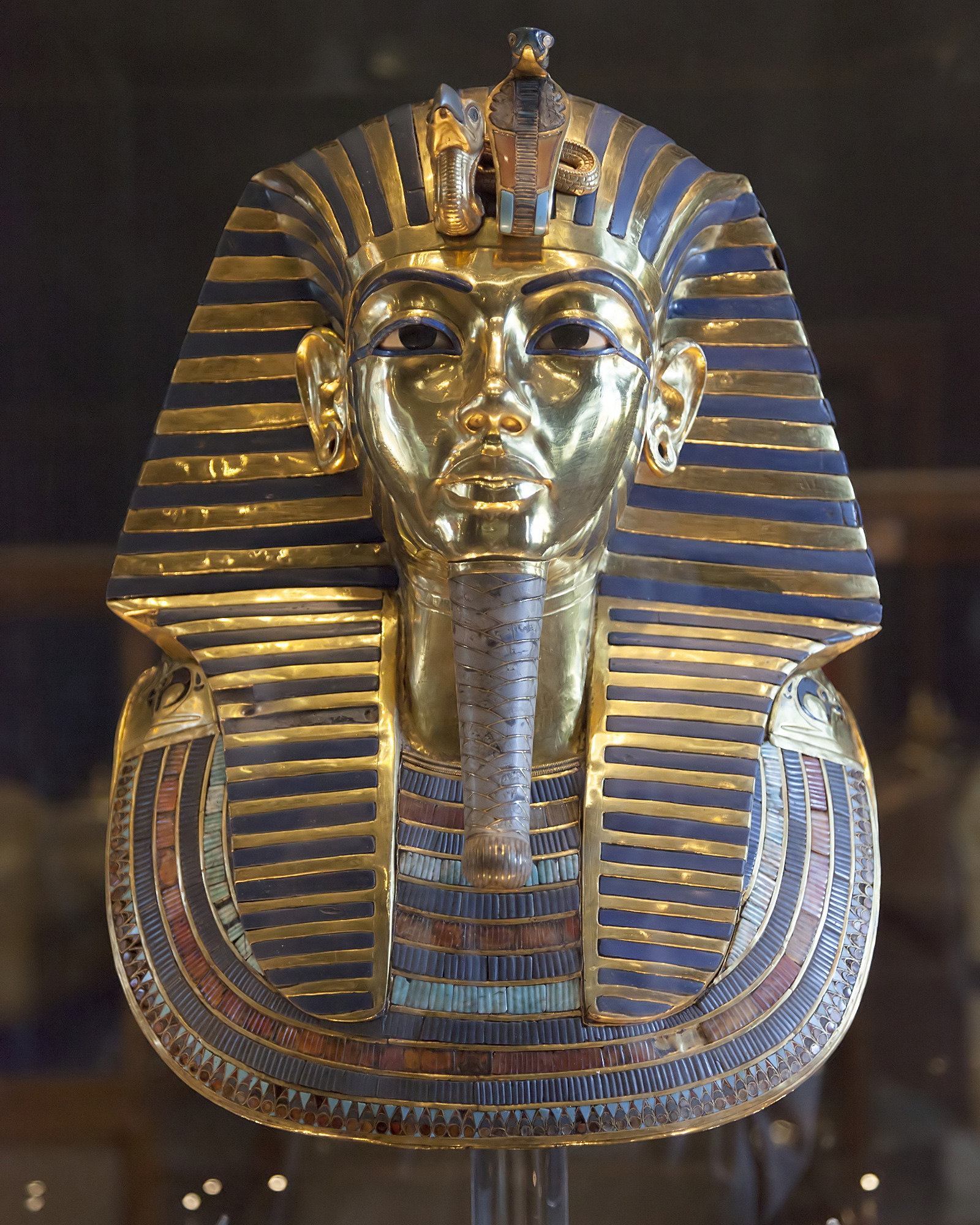
Maska grobowa Tutanchamona – faraona z XIV wieku przed naszą erą

Starożytny Egipt (stegip. Kemet, Czarna Ziemia) – cywilizacja istniejąca w starożytności, położona głównie w Afryce, w północno-wschodniej części kontynentu, nad rzeką Nil – w jego dolinie i ujściu, włącznie z oazami na Pustyni Libijskiej. W okresie największego rozkwitu (Nowe Państwo) obejmująca swoim zasięgiem także:
- Nubię (Kusz) oraz Punt na południu;
- Syropalestynę (Retenu) na północnych rubieżach azjatyckich;
- tereny libijskie na północnym zachodzie.

Tereny tej kultury są zaliczane do Bliskiego Wschodu, a ona sama do starożytnego Bliskiego Wschodu.
Początki cywilizacji egipskiej sięgają zjednoczenia regionu delty (Egiptu Dolnego) i doliny Nilu (Egiptu Górnego) w okresie predynastycznym (ok. 3500 p.n.e.). W czasach historycznych następowały po sobie kolejne warianty państwowości w postaci jednolitych królestw (Stare, Średnie i Nowe Państwo), przedzielone okresami dezintegracji (Pierwszy, Drugi i Trzeci Okres Przejściowy). Okres schyłkowy (I tysiąclecie p.n.e.) to dominacja asyryjska i perska, a od podbojów Aleksandra Wielkiego okres hellenistyczny w dziejach Egiptu. Ostatnią formą starożytnej państwowości egipskiej było utworzenie z kraju nad Nilem prowincji rzymskiej w czasach panowania Oktawiana Augusta (do podboju arabskiego w VII wieku n.e.).
Główną przyczyną wielkości i trwałości zdobyczy cywilizacji egipskiej było specyficzne położenie. Łączność poprzez Synaj i Syropalestynę z wielkimi centrami cywilizacyjnymi, takimi jak Mezopotamia, Anatolia, a w okresie późniejszym starożytna Grecja, sprzyjała wymianie idei. Jednoczesna łatwość obrony przed zagrożeniami płynącymi z tego sąsiedztwa dzięki warunkom naturalnym (Pustynia Arabska, Morze Czerwone, pustynie Półwyspu Arabskiego na wschodzie; Morze Śródziemne na północy; Sahara na zachodzie) prowadziła do trwałości i jednorodności kultury egipskiej. Regularne wylewy Nilu i w efekcie wysoka urodzajność gleby były korzystne dla rozwoju rolnictwa. Utrzymanie skomplikowanego systemu irygacyjnego rodziło potrzebę nadzoru administracyjnego, co z kolei prowadziło do powstania silnej władzy centralnej, z czasem zideologizowanej religijnie, oraz powstania pisma (hieroglify). Bliskość kopalń miedzi, złota i kamieni szlachetnych (Synaj, Nubia) przyczyniła się do rozwoju rzemiosła i wymiany handlowej z sąsiadami, a ogólna dostępność trwałego materiału budowlanego w postaci kamienia sprzyjała rozwojowi budownictwa.
Charakterystyczną cechą wyróżniającą Egipt na tle innych cywilizacji starożytnego Bliskiego Wschodu była religia. Jej motyw przewodni – wiara w życie po śmierci i kult władcy, prowadził do budowy potężnych grobowców, które do dziś są jednymi z ważniejszych źródeł poznania historii, kultury i umysłowości starożytnych Egipcjan.
Historia Egiptu interesowała już samych starożytnych i nie przestała frapować badaczy okresów późniejszych. Wiek XIX przyniósł przełom w postaci odczytania pisma egipskiego (Jean-François Champollion, Ippolito Rosellini), co pozwoliło na odszyfrowanie inskrypcji oraz odtworzenie historii politycznej. Powszechne zainteresowanie społeczeństw dziewiętnastowiecznej Europy, informowanej na bieżąco o postępach prac dzięki dynamicznie rozwijającej się prasie, doprowadziło do serii ekspedycji badawczych o charakterze archeologicznym i w efekcie stworzenia podstaw dla współczesnej egiptologii.

## Historia badań nad starożytnym Egiptem
Nowożytne studia nad historią starożytnego Egiptu rozpoczęły się wraz z ekspedycją wojskową Napoleona w 1798 roku, kiedy to towarzyszący mu badacze dokonali pierwszych opisów, pomiarów oraz szkiców kraju, ze szczególnym uwzględnieniem starożytności egipskich. Dalszy impuls do badań dało odczytanie pisma hieroglificznego przez Jean-François Champolliona i – co za tym idzie – możliwość zrozumienia inskrypcji oraz rekonstrukcji historii politycznej. Przełomowe dla egiptologii okazały się również prace archeologiczne Williama Flindersa Petrie, który na przełomie wieków XIX i XX, prowadząc w sposób nowatorski (szczególnie staranny) wykopaliska na najważniejszych stanowiskach (m.in. Giza), ustanowił nowe standardy prac archeologicznych, kładąc podwaliny pod współczesną egiptologię. Współcześnie badania nad historią starożytnego Egiptu to grupa nauk pokrewnych historii i archeologii, uprawiana na wielu uczelniach w wielu zakątkach świata, również w Polsce.

## Położenie, geografia i warunki naturalne

Geografia polityczna starożytnego Egiptu

Egipt starożytny, w przeciwieństwie do współczesnej Republiki Egiptu, to niemal wyłącznie dolina i delta Nilu. Rozległe pustynie (Arabska i Libijska), poza wielkimi oazami, nigdy nie stanowiły z nim jedności politycznej, kulturowej czy gospodarczej. W starożytności dorzecze Nilu geograficznie i historycznie dzieliło się na Egipt Dolny, obejmujący swym zasięgiem deltę oraz Egipt Górny, ograniczający się do doliny rozciągającej się wzdłuż rzeki (aż do pierwszej katarakty). Na południe od pierwszej katarakty znajdowała się Nubia (obecnie południowy Egipt i północny Sudan), która – podobnie jak północny sąsiad – dzieliła się na Nubię Dolną, nazywaną przez starożytnych Egipcjan Wawat, i ciągnącą się od mniej więcej drugiej do czwartej katarakty Nubię Górną, zwaną w inskrypcjach Kusz. Nubia Dolna stanowiła integralną część państwa faraonów, związaną z nim administracyjnie i politycznie nieomal przez całą jego historię. Nubia Górna wchodziła w jego skład jedynie w okresach największej świetności.
Największym bogactwem Egiptu od czasów najdawniejszych były jego gleby aluwialne, użyźniane rokrocznie przez regularne wylewy Nilu, powodowane przez letnie etiopskie monsuny. W tej sytuacji zapewnienie urodzajności pól zależało nie tyle od prawidłowego ich nawodnienia, co przede wszystkim od sprawnego odprowadzenia nadmiaru wody. W zwartym rejonie delty znajdowała się większość egipskich terenów uprawnych. Inaczej sytuacja przedstawiała się w Górnym Egipcie, gdzie żyzne gleby występowały jedynie w wąskiej dolinie. Sprawiało to, że część z nich znajdowała się znacznie powyżej poziomu rzeki. Budowa potrzebnej do ich nawodnienia sieci irygacyjnej wymagała dużego nakładu pracy, a to z kolei sprzyjało społecznej samoorganizacji. Fakt, iż w określonej sytuacji egipskie pola mogły dawać plony dwa, a nawet trzy razy w roku, powodował powstawanie nadwyżek, a te z kolei prowadziły do wyodrębnienia się scentralizowanej władzy. Przypuszczalnie nastąpiło to wcześniej w Egipcie Górnym, z którego wyszła pierwsza inicjatywa zjednoczeniowa.
Z Górnym Egiptem związane były również wielkie oazy Pustyni Libijskiej, z których najwcześniej przyłączono el-Charga i el-Dachla. W okresie późniejszym częścią Egiptu stały się również al-Farafira i al-Baharija. W VII wieku p.n.e. wpływom egipskim uległa najdalej wysunięta na zachód i zamieszkana przez ludność libijską Siwa. Ze względu na bliskość pustyń, w Egipcie panuje klimat tropikalny suchy. Nieodległe tereny obfitowały w bogate zasoby naturalne, jak np. miedź, złoto i wykorzystywane w budownictwie pokłady wapieni.
Specyficzne położenie Egiptu nad żyznym Nilem, otoczonym ze wszystkich stron pustyniami, górami i morzami, sprawiało, że kraj faraonów był wyjątkowo bezpieczny. Lokalne plemiona libijskie i nubijskie stały na zbyt niskim poziomie rozwoju, aby mogły trwale zagrozić wielkiemu sąsiadowi. Była to sytuacja wyjątkowa na tle innych państw starożytnego Bliskiego Wschodu, umożliwiająca polityczną stabilność i zapewniająca ciągłość kulturową. Jednocześnie kontakt ze światem zewnętrznym zapewniał wąski przesmyk Półwyspu Synaj, łączący kraj faraonów z pobliskimi centrami cywilizacyjnymi. Pomimo względnego spokoju, to właśnie sąsiadujący z Synajem Dolny Egipt kilkakrotnie na przestrzeni wieków doświadczył najazdu Libijczyków (Ludy Morza), a nawet obcego panowania (Hyksosi).

### Ważniejsze miasta starożytnego Egiptu
| Ważniejsze miasta Dolnego Egiptu |
| --- |
| Aleksandria • Arsinoe • Athribis (Dolny Egipt) • Awaris • Bubastis • Buto • Damietta • Giza • Heliopolis • Memfis • Peluzjum • Rosetta • Sais • Sakkara • Tanis                |
| Ważniejsze miasta Górnego Egiptu |
| Abydos • Afroditopolis • Athribis (Górny Egipt) • Dendera • Edfu • Elefantyna • Hibe • Hierasykaminos • Kom Ombo • Koptos • Al-Kusajr • Nechen • Syene • Szedet • Teby • Tinis |
| Ważniejsze miasta Dolnej Nubii (Wawat) |
| Abu Simbel • Buhen |

## Zarys dziejów

### Okresy predynastyczny i protodynastyczny (ok. 5500–ok. 3000 p.n.e.)
Tradycyjnie za egipskim kapłanem Manetonem (IV/III w. p.n.e.) chronologia dziejów starożytnego Egiptu opiera się na podziale na trzydzieści kolejno panujących po sobie dynastii. Jednak dzięki badaniom archeologicznym dzisiaj posiadamy także pewne informacje o przeszłości Egiptu sprzed okresu opisywanego przez Manetona, stąd, przy generalnym zachowaniu jego schematu, mówi się także o okresach predynastycznym i protodynastycznym. Cywilizacja egipska powstała na drodze ewolucji z szeregu rolniczych kultur w dolinie Nilu. Za pierwsze z nich uważa się neolityczne kulturę fajumską (5450–4400 p.n.e.) z oazy Fajum, kulturę Merimde (5000–4100 p.n.e.), nazwaną tak od miejscowości Merimde Beni Salama położonej na zachodnim skraju Delty Nilu oraz kulturę badaryjską (4400–4000 p.n.e.), będącą najwcześniejszą kulturą neolityczną w Górnym Egipcie. Po części współczesną, a po części następną kulturą archeologiczną Górnego Egiptu była kultura Nagada I (4000–3500 p.n.e.) Będące jej dalszymi etapami rozwoju kultury Nagada II (3500–3200 p.n.e.) i Nagada III (3200–3000 p.n.e.), przynależą już odpowiednio do chalkolitu oraz epoki brązu. Kultury te stopniowo wykazują cechy znane z późniejszego Starego Państwa, tak że już w przypadku kultury Nagada II jedynie brak źródeł pisanych sprzed 3100 lat p.n.e. sprawia, że nie nazywamy jej np. kulturą staroegipską.
Przejście od okresu predynastycznego do protodynastycznego wiąże się z pojawieniem się pisma. W wykopaliskach z okresu Nagada III odnaleziono pierwsze zabytki egipskiego piśmiennictwa, które pozwoliły na zidentyfikowanie linii władców rządzących w ówczesnym Górnym Egipcie. Nosili oni imiona o charakterze animalistycznym, takie jak: Skorpion (założyciel dynastii), Krokodyl, Sokół, Ślimak, Słoń, Ryba. Ci władcy są nazywani przez współczesnych historyków dynastią 0 (3150–3000 p.n.e.). Ze względu na szczątkowe źródła nie jest możliwe ani ustalenie pełnej kolejności ich panowania, ani odtworzenie jakiejkolwiek historii politycznej tego okresu. Zachowana historyczna tradycja i archeologia nie pozostawiają jednak wątpliwości, że to właśnie dynastia 0 przekształciła Egipt w jednolite państwo. W zakresie archeologicznym wydarzenie to kojarzy się ze stopniową ekspansją kultury Nagada III na cały kraj. Ostatnim królem dynastii 0 był Narmer, i to on miał zjednoczyć Egipt, a tym samym doprowadzić do założenia I dynastii (3000–2803 p.n.e.).

### Okres wczesnodynastyczny lub tynicki (ok. 3000 – ok. 2657 p.n.e.)
Według Manetona pierwszym królem Egiptu był Menes, którego utożsamia się z Menem Herodota i Menim z zachowanych egipskich list królów. Imię „Meni” można przetłumaczyć jako „Ten, który utrwala”, co byłoby właściwym przydomkiem dla władcy, który dokonał dzieła zjednoczenia, co stanowi jeden z powodów, dla których wielu egiptologów utożsamia Meniego z Narmerem. Z drugiej strony istnieją jednak przesłanki wskazujące na to, że Meni był synem Narmera, noszącym imię horusowe Aha (2982–2950 p.n.e.). To on zatem byłby pierwszym władcą I dynastii. Meni miał założyć stolicę w Memfis, na styku Górnego i Dolnego Egiptu, zaś w pobliskiej Sakkarze wkrótce powstała królewska nekropolia. Maneton jednak podaje, że zarówno władcy I jak II dynastii pochodzili z Tinis, gdzie rezydowali, i w położonym w pobliżu Tinis Abydos odnaleziono drugą nekropolię tych królów. Wydaje się, że podwójne grobowce, budowane przez wszystkich władców I dynastii, dawały wyraz przekonaniu, że władca Obu Krajów powinien posiadać grób zarówno w Dolnym jak i w Górnym Egipcie.
Od czasów Aha datuje się zwyczaj spisywania na kamieniu królewskich roczników i najważniejszym źródłem dla poznania okresu wczesnodynastycznego są ich fragmenty zachowane na tzw. Kamieniu z Palermo, pochodzącym z czasów V dynastii. Szczyt pomyślności I dynastia miała osiągnąć za panowania Dena (2889–2842 p.n.e.), który jako pierwszy miał przyjąć tradycyjny później tytuł „króla Górnego i Dolnego Egiptu”. Nie znamy okoliczności, które doprowadziły do przejścia od I do II dynastii (2803–2657 p.n.e.). Za rządów tej ostatniej punkt ciężkości państwa przesunął się w stronę Dolnego Egiptu i zanikła tradycja chowania władców w Abydos. Ostatecznie za panowań Nebti Wenega (2717–2710 p.n.e.) i Seneda (2710–2699 p.n.e.) dochodzi do ponownego rozpadu kraju na północną część Horusa i południową – Seta. Znany nam z wykopalisk Peribsen król Górnego Egiptu (być może tożsamy z Senedem) używa imienia połączonego jedynie z Setem, a nie obydwoma bogami. Ponownego zjednoczenia państwa dokonuje ostatni władca II dynastii, który połączył tytuł Seta z tytułem Horusa, przyjmując imię Chasechemui (2684–2657 p.n.e.) – „wcielenie obydwu potęg”.
Jak widzieliśmy już w okresie protodynastycznym królowie przyjmowali imiona zwierząt wskazujące na ich związek z kultami animalistycznymi. Za I dynastii ostatecznie utożsamiono króla z bogiem Horusem (zazwyczaj przedstawianym jako sokół), imię którego nosili wszyscy faraonowie oprócz jednego, i odtąd cała struktura wewnętrzna Egiptu opierała się na powszechnie przyjętej zasadzie, że władca rządzący krajem jest bóstwem. Jego deifikacja następowała w momencie koronacji, która sama w sobie stanowiła akt religijny. Tak więc władca będąc bogiem rządził jako monarcha absolutny. Meni oprócz bycia jednoczycielem kraju i fundatorem jego stolicy w tradycji jest przedstawiany także jako wzór pobożnego władcy, który m.in. miał postawić w Memfis świątynie, najprawdopodobniej dla boga Ptaha. Powstanie nekropolii w Abydos mogło mieć związek z relacją żyjącego Horusa do umarłego Ozyrysa, dla którego Abydos było głównym miejscem kultu, zaś tytulatura ostatnich królów II dynastii wskazuje na to, że znany był już wtedy mit Horusa i Seta walczących o dziedzictwo po Ozyrysie.
Centrum systemu administracyjnego był dom królewski. Już wtedy u boku króla pojawia się wezyr, choć jeszcze bez uprawnień, jakie miał posiadać później. W rządzeniu bierze udział cały sztab asystentów i pisarzy, którzy zajmują się zbieraniem podatków w naturze, ich zapisywaniem i regulacją, oraz wydawaniem prowizji na potrzeby władcy, jego urzędników, dworu i świątyń. To wtedy także musiał pojawić się podział Egiptu na nomy, chociaż znamy je dopiero z panowania Dżosera (2640–2620 p.n.e.). Następcy Meniego rozszerzają granice państwa na południu aż do I katarakty, walczą z plemionami libijskimi i koczownikami na Synaju. Utrzymywane są także kontakty z Syrią i Palestyną. Tak więc wydaje się, że właśnie w tym wczesnym okresie dynastycznym prawie wszystkie formy życia społecznego i politycznego otrzymują swój ostateczny kształt, który przetrwa z niewielkimi zmianami aż do podboju Egiptu przez Aleksandra Wielkiego.

### Stare Państwo (ok. 2657 – ok. 2166 p.n.e.)
Wraz z nadejściem III dynastii (2657–2590 p.n.e.) w Egipcie rozpoczyna się pierwszy okres jego świetności, przez współczesnych historyków nazywany Starym Państwem. W sferze polityki Stare Państwo stanowi nieprzerwaną kontynuację poprzedniego okresu, wyróżnia się je jednak przede wszystkim ze względu na powstałą wówczas monumentalną architekturę, której budowa była katalizatorem ogromnych zmian w egipskim społeczeństwie. Najbardziej znanym przedstawicielem III dynastii jest jej drugi władca, Dżoser (2640–2620 p.n.e.), którego imię kojarzone jest z pierwszą wielką piramidą, zbudowaną pod nadzorem jego słynnego wezyra Imhotepa. W tym okresie wezyr z czasem przejmuje wszystkie funkcje administracyjne władcy, chociaż pozostaje jego podwładnym. Piramida Dżosera była pierwszą wielką budowlą w historii ludzkości zbudowaną z kamienia. Szczyt potęgi Stare Państwo osiągnęło za panowania IV dynastii (2590–2456 p.n.e.), której założycielem był Snofru (2590–2554 p.n.e.), znany ze swych wypraw wojennych do Nubii i Libii. W pamięci potomnych faraonowie IV dynastii zachowali się jednak przede wszystkim jako twórcy piramid. Sam Snofru zbudował aż trzy piramidy, jednak zostały one przyćmione przez zespoły grobowe jego następców – Cheopsa (2554–2531 p.n.e.), Chefrena (2515–2489 p.n.e.) i Mykerinosa (2489–2461 p.n.e.), razem składające się na kompleks tzw. piramid w Gizie. Budowa piramid była dla Egipcjan działaniem o charakterze religijnym – miały one stanowić pomost do zaświatów, władcy umożliwiając wstąpienie do nieba, zaś jego poddanym biorącym udział w ich wznoszeniu ofiarowując nieśmiertelność. Realizacja tak ogromnych projektów budowlanych była możliwa dzięki powstaniu w pełni scentralizowanego państwa – w ówczesnym Egipcie znikły wcześniejsze na wpół autonomiczne wsie, zaś praktycznie cała ziemia przeszła w ręce władcy. Wcześniejszy rudymentarny cenzus został przekształcony we wszechogarniający system fiskalny. Król stał się, przynajmniej teoretycznie, dysponentem wszystkich zasobów Egiptu – mógł kierować ludźmi, żądać od nich pracy przymusowej, nakładać podatki i rościć sobie prawo do każdego dobra, jeśli uznał to za stosowne.
Za czasów IV dynastii w życiu religijnym Egiptu na czoło wysuwa się bóg słońca Re i król Dżedefre (2531–2522 p.n.e.) wprowadza do tytulatury władców określenie „syn Re”. Za rządów V dynastii (2456–2297 p.n.e.) obok coraz mniejszych piramid władcy budują świątynie poświęcone bogu słońca. Ogromne wpływy w państwie uzyskują kapłani Re z Heliopolis. Postępuje profesjonalizacja administracji, która wiąże się m.in. z wycofaniem się członków rodziny królewskiej z piastowania najwyższych stanowisk. Jednocześnie królewskich emisariuszy zarządzających dotychczas prowincjami zastępują stale rezydujący w swoich regionach nomarchowie. Ta decyzja miała prawdopodobnie poprawić efektywność administracji, w rezultacie doprowadziła jednak do powstania nowej, prowincjonalnej elity, która stopniowo stawała się coraz bardziej niezależna od władzy centralnej. Ten proces możemy także śledzić w materiale archeologicznym, to bowiem w tym okresie monumentalne budownictwo grobowe pojawia się także na egipskiej prowincji, gdy wcześniej było ono ograniczone jedynie do władcy i jego dworu. Za panowania VI dynastii (2297–2166 p.n.e.) wiele urzędów staje się dziedzicznych. Do ostatecznego rozkładu władzy centralnej dochodzi podczas długiego panowania Pepiego II (2229–2169 p.n.e.), kiedy to nomarchowie stają się właściwie niezależnymi książętami. W rezultacie administracja centralna zostaje całkowicie sparaliżowana i nie potrafi zapewnić ludności kraju zaopatrzenia w żywność i podstawowe dobra. Ta sytuacja doprowadza do społecznego wybuchu i kraj pogrąża się w anarchii. Stare Państwo przestaje istnieć.

### Pierwszy Okres Przejściowy (2166–2020 p.n.e.)
Okres anarchii po upadku Starego Państwa współcześni historycy nazwali Pierwszym Okresem Przejściowym. Według Manetona miało wówczas panować pięć dynastii (VII–XI), w rzeczywistości żadna z nich nie rządziła jednak w całym kraju. Panujący wówczas chaos sprawia, że ludzie zwracają się ku kultowi boga umarłych, Ozyrysa. To także wtedy doszło do niespotykanego dotąd rozkwitu literatury, rozważającej los człowieka w tych czasach nędzy i zagrożenia. Nazywamy ją dzisiaj literaturą pesymistyczną. Efemeryczni władcy VII i VIII dynastii (panujący w sumie od 2166 do 2120 p.n.e.) nadal rezydowali w Memfis, stąd czasami traktuje się ich rządy jako ostatni epizod Starego Państwa. Ich władza jednak ograniczała się w praktyce do okręgu stołecznego. Po ich upadku rządy w kraju przejęli królowie wywodzący się z Herakleopolis w Dolnym Egipcie, których Maneton zalicza do IX i X dynastii (2120–2020 p.n.e.). W rzeczywistości nigdy jednak nie panowali oni nad całym Egiptem, ponieważ jednocześnie powstał drugi ośrodek władzy w Tebach w Górnym Egipcie, gdzie miejscowi nomarchowie ustanowili władzę XI dynastii (2120–1976 p.n.e.). Ostatecznie w 2020 p.n.e. król XI dynastii Mentuhotep II (2046–1995 p.n.e.) pokonał władców Herakleopolis i ponownie zjednoczył Egipt.

### Średnie Państwo (ok. 2020 – ok. 1793 p.n.e.)

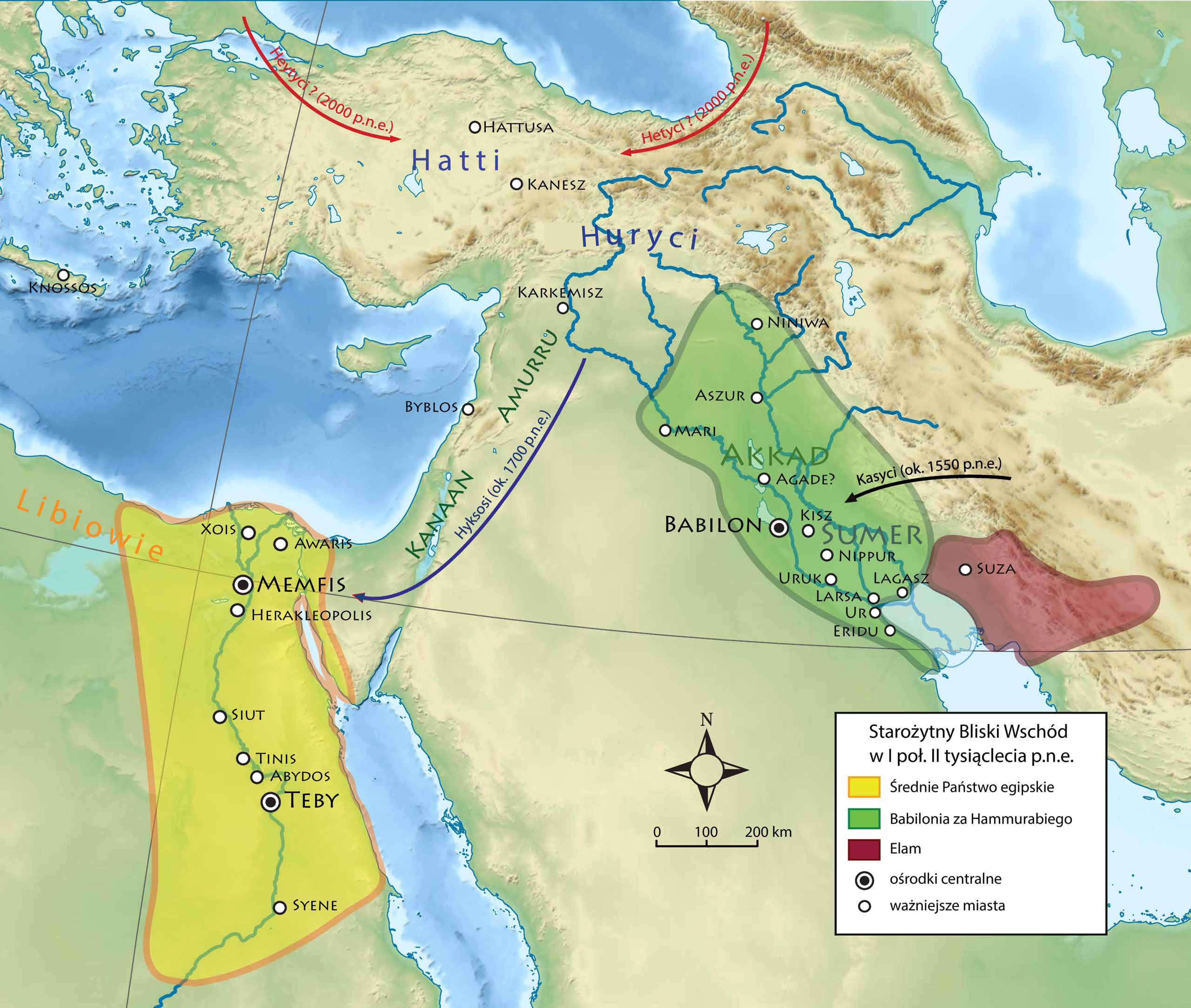
Starożytny Bliski Wschód w I połowie II tysiąclecia p.n.e.

Długie panowanie Mentuhotepa przywróciło stabilność w Egipcie. Nowi władcy rządzili w oparciu o rodzinne Teby, propagując lokalny kult Amona, który wyrósł na naczelne bóstwo Egiptu. Jednocześnie Amon zaczął być kojarzony z Re, występując jako Amon-Re, co pozwoliło zachować ciągłość z dawniejszymi bogami. Założycielem kolejnej, XII dynastii (1976–1793 p.n.e.), stał się wezyr swoich poprzedników, Amenemhat I (1976–1941 p.n.e.) Przeniósł on stolicę kraju do nowo zbudowanego Iczitaui, ok. 60 km na południe od Memfis. Za panowania Senusereta I (1956–1910 p.n.e.) rozpoczęto podbój Nubii, gdzie szczególnie aktywny był Senuseret III (1872–1852 pn.e.). Egipska władza sięgnęła być może III katarakty. Wyprawiano się także do Libii i Palestyny. Ogromnym przedsięwzięciem była irygacja oazy Fajum, zapoczątkowana przez Senusereta I, a ukończona za Amenemhata III (1853–1805 p.n.e.). Był to jeden z elementów niezwykłego rozwoju ekonomicznego kraju. Monarchia uległa wzmocnieniu także dzięki reformom Senusereta III, który położył kres niezależności nomarchów, zastępując ich urzędnikami podporządkowanymi wezyrowi. Panowanie Amenemhata III było kulturalnym szczytem Średniego Państwa, jednak po krótkich rządach dwóch jego następców władzę w Egipcie przejął uzurpator Wegaf, założyciel XIII dynastii (1793–1648/1645 p.n.e.).
Rządy XII dynastii uważane są za „epokę klasyczną” starożytnego Egiptu. Używany wówczas tzw. język średnioegipski pozostał językiem religii przez następne dwa tysiące lat. Jego znaczenie wiązało się z powstaniem w tym okresie bogatej literatury, która pozostała żywa w świadomości Egipcjan następnych stuleci. To także w tym języku spisano literaturę pesymistyczną poprzedniej epoki. W tym okresie ustaliło się również nowe określenie pozycji króla: nie był on już bogiem, ale synem bożym, rządzącym z ramienia Maat i ze swoich osobistych zasług. Takie „uczłowieczenie” faraonów było dziedzictwem upadku władzy w Pierwszym Okresie Przejściowym. Do tej zmiany mogły się także przyczynić ożywione kontakty z krajami azjatyckimi, które doprowadziły do osiedlania się Azjatów w Egipcie. Utrzymywano również regularne kontakty z regionem Morza Egejskiego, w szczególności z minojską Kretą. W sferze religijnej doszło także do dalszego wzrostu znaczenia kultu Ozyrysa, który stał się wówczas Wielkim Bogiem wszystkich nekropolii. Ten proces był połączony z fenomenem swoistej „demokratyzacji życia pozagrobowego”, w którym obrzędy i zwyczaje dotychczas powiązane jedynie z pochówkiem władców zaczęły przenikać do niższych warstw społeczeństwa. Pojawiły się także przekonanie, że każdy człowiek (nie tylko król) posiada duchową siłę (ba) oraz nacisk na osobistą pobożność.

### Drugi Okres Przejściowy (1793–1540 p.n.e.)

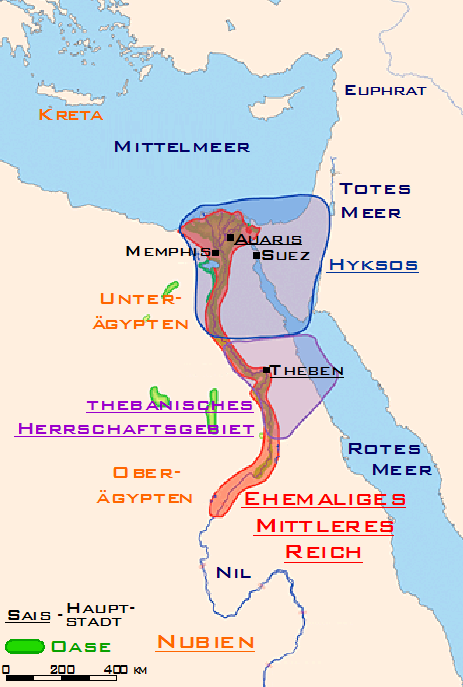
Mapa Egiptu podczas Drugiego Okresu Przejściowego (w języku niemieckim)

Wraz z nadejściem XIII dynastii Egipt ponownie ogarnął okres niepokojów, podobny do tego jaki miał miejsce u schyłku Starego Państwa. XIII dynastia liczyła ok. 50 królów, którzy często byli uzurpatorami i rządzili bardzo krótko. Pewnej stabilności państwo zaznało za panowań Neferhotepa I (1741–1730 p.n.e.) i jego brata Sobekhotepa IV (1730–1720 p.n.e.). To właśnie imię Neferhotepa figuruje na słynnej płaskorzeźbie z Byblos, która potwierdza, iż miasto to uznawało egipską zwierzchność. Później jednak władza centralna ulegała coraz większemu osłabieniu. Zdobycze XII dynastii w Nubii zostały utracone. Na północy coraz większą rolę odgrywali napływowi Azjaci, którzy osiedlali się w Egipcie już w poprzedniej epoce, i ostatecznie przestali uznawać władzę królów z Iczitaui. Maneton uznał tych władców za XIV dynastię, zaś mieli oni panować na północy kraju aż do 1648/1645 p.n.e. Pomimo tego, ponieważ królowie XIII dynastii kontynuowali tradycje XII dynastii, czasami uważa się ich panowanie za dalszy ciąg Średniego Państwa. Definitywny koniec jego tradycji stanowi opuszczenie Iczitaui przez władców XIII dynastii, do którego musiało dojść gdzieś w połowie XVII w. p.n.e.
Kolejną falę azjatyckich przybyszów stanowili tzw. Hyksosi, których przybycie miało o wiele bardziej gwałtowny charakter. Zagarnęli oni większość Egiptu siłą, ustanawiając XV dynastię (ok. 1630–1528 p.n.e.) ze stolicą w Awaris. Hyksosom podporządkowane były XVI dynastia na północy oraz egipska XVII dynastia (1625–1540 p.n.e.) rządząca w Tebach. Przez długi czas władcy Teb nie mieli odwagi rzucić wyzwania Hyksosom. Dopiero Sekenenre Tao II (1560–1545 p.n.e.) podjął aktywność przeciwko azjatyckim przybyszom, lecz prawdopodobnie zginął w bitwie. Dzieła wygnania Hyksosów z Egiptu dokonali jego następcy – Kamose (1545–1540 p.n.e.) i Ahmose (1540–1525 p.n.e.). Panowanie Hyksosów w Egipcie zaowocowało m.in. wprowadzeniem konia i rydwanu, który był początkowo jedną z przyczyn ich militarnej przewagi. Ahmose jest zarazem uważany za założyciela XVIII dynastii (1540–1292 p.n.e.), która dała początek nowej epoce w dziejach Egiptu.

### Nowe Państwo (1540–1070 p.n.e.)

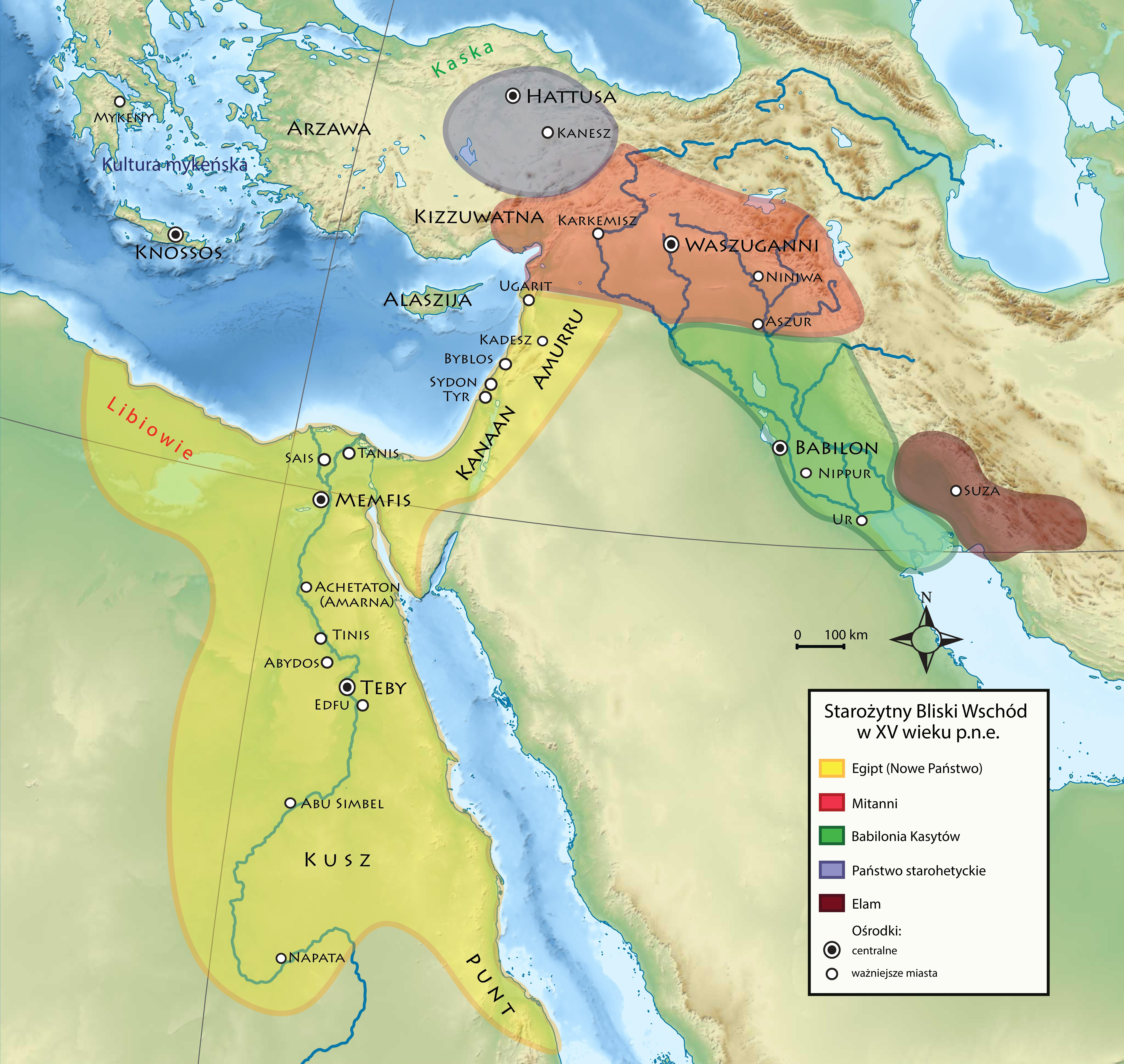
Maksymalna ekspansja terytorialna Egiptu (XV w. p.n.e.)

Rządy XVIII dynastii charakteryzowały się bezprzykładną ekspansją terytorialną Egiptu, która opierała się na nowo zbudowanej potędze militarnej. Kolejni władcy, począwszy od założyciela dynastii aż do Totmesa IV (1397–1388 p.n.e.), regularnie wyprawiali się do Nubii i Lewantu, w rezultacie ustanawiając egipskie rządy w Nubii aż do IV katarakty oraz podporządkowując sobie małe państwa Palestyny i Syrii. Największy zdobywca, Totmes III (1479–1426 p.n.e.), miał poprowadzić 16 wypraw wojennych do Azji. Pewnym wyjątkiem w tym okresie były raczej pokojowe rządy kobiety-faraona Hatszepsut (1479–1459 p.n.e.) w okresie młodości Totmesa III, które nie wiązały się jednak z upadkiem wewnętrznej pomyślności i potęgi Egiptu. Głównym przeciwnikiem Egipcjan na terenie Azji było państwo Mitanni, jednak w obliczu wzrastającej potęgi Hetytów Totmes IV zawarł sojusz z królem Artatamą poślubiając jego córkę. Tę politykę kontynuował jego syn Amenhotep III (1388–1351 p.n.e.), który zawarł wiele małżeństw z księżniczkami mitannijskimi, hetyckimi, babilońskimi oraz z córkami lokalnych książąt azjatyckich. W rezultacie Egipt utrzymywał swój stan posiadania w Azji głównie środkami dyplomatycznymi, korzystając z okresu niespotykanego pokoju i dobrobytu. Okres ten ze względu na przyjazne stosunki z zagranicą charakteryzował się także otwarciem na obce wpływy kulturowe, będące rezultatem imigracji do Egiptu, dyplomacji i handlu.

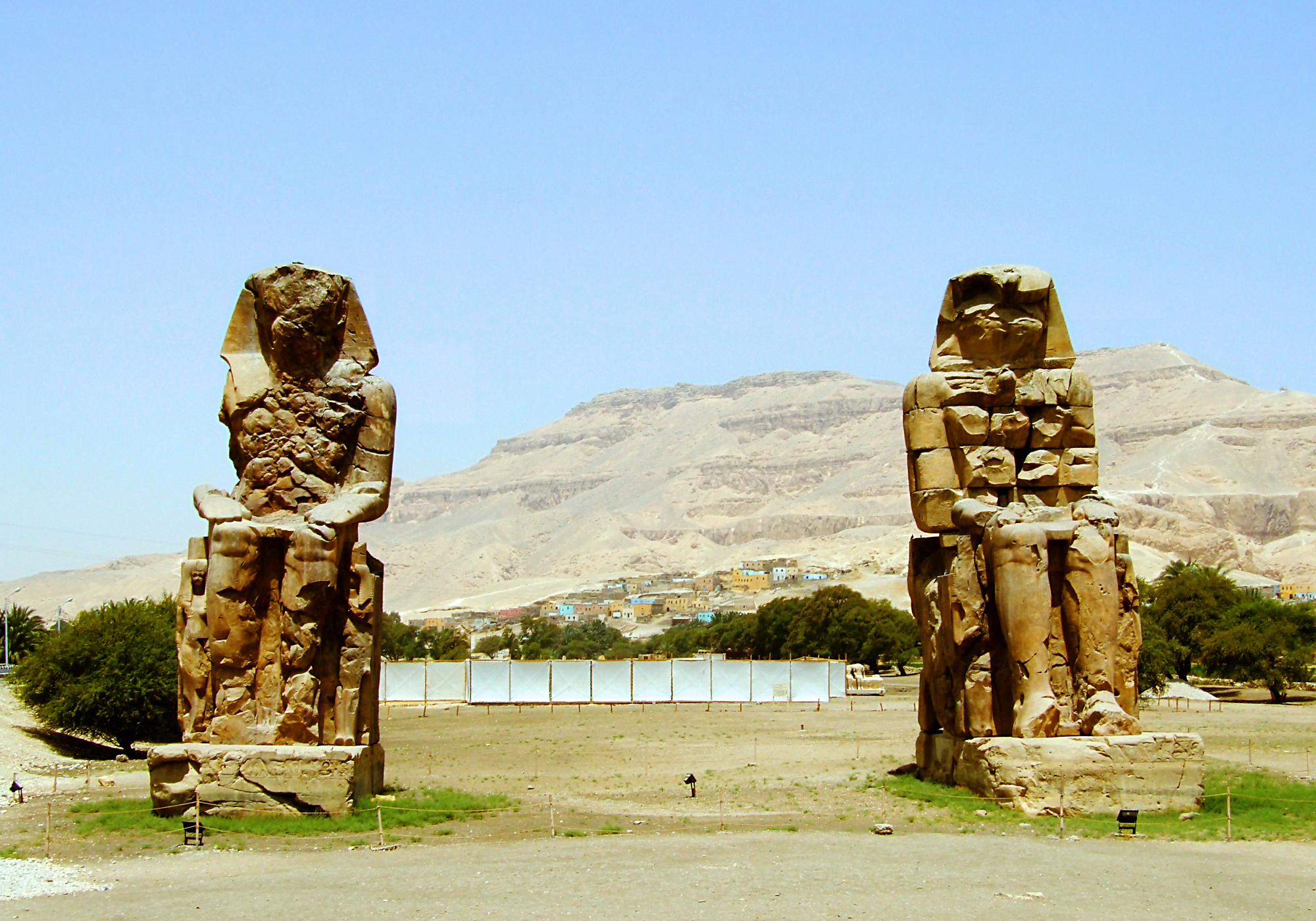
Kolosy Memnona

Ten okres spokoju zakończył się w trakcie panowania Amenhotepa IV Echnatona (1351–1335 p.n.e.), który próbował dokonać religijnej rewolucji, wprowadzając w Egipcie monoteistyczny kult boga tarczy słonecznej, Atona, przy czym faraon miał być jedynym pośrednikiem pomiędzy tym bóstwem a swoimi poddanymi. Ta idea spotkała się jednak z oporem kapłanów i zwykłej ludności, przywiązanej do dawnych kultów. Świadectwem całkowitego zwrotu w polityce państwa były także wybudowanie nowej stolicy o nazwie Achetaton (dzisiejsza Amarna) oraz wprowadzenie języka potocznego (nowoegipskiego) do tekstów oficjalnych, co miało wkrótce zaowocować rozkwitem literatury. Także sztuka okresu amarneńskiego miała charakter rewolucyjny, zrywając z wcześniejszymi kanonami na rzecz realizmu i ekspresji. Już za następcy Echnatona, Tutanchamona (1332–1323 p.n.e.), przywrócono kult dawnych bogów, a ostatni król XVIII dynastii, Horemheb (1319–1292 p.n.e.), nakazał wymazanie imienia Echnatona i jego bezpośrednich następców z oficjalnych list władców. Chociaż epizod amarneński trwał zaledwie dwadzieścia lat, jego wpływ był ogromny. Jest to być może najważniejsze wydarzenie w religijnej i kulturalnej historii Egiptu i pozostawiło ono głębokie blizny na zbiorowej świadomości jego mieszkańców. W reakcji na próbę zmonopolizowania przez władcę relacji pomiędzy bogiem a ludźmi, jego pośrednictwo zaczęto całkowicie ignorować. Król utracił centralną pozycję w życiu swoich poddanych i w dalszej części epoki Nowego Państwa jego prestiż stopniowo się pomniejszał.
Niestabilna sytuacja wewnętrzna w Egipcie sprawiła, że jego pozycja międzynarodowa uległa osłabieniu, co Hetyci wykorzystali do zniszczenia państwa Mitanni. Wpływy w Lewancie próbowali odzyskać pierwsi władcy XIX dynastii (1292–1186 p.n.e.), ale kiedy Ramzes II (1279–1213 p.n.e.) poniósł klęskę w bitwie pod Kadesz (1274 r. p.n.e.), ostatecznie zdecydował się uznać wpływy Hetytów w regionie, zawierając z nimi traktat pokojowy. Długie panowanie Ramzesa II było okresem stabilizacji i pomyślności XIX dynastii. Najważniejszym wydarzeniem następnych lat były najazdy Libijczyków i tzw. Ludów Morza za panowań Merenptaha (1213–1203 p.n.e.) i Ramzesa III (1184–1152 p.n.e.), który należał już do XX dynastii (1186–1070 p.n.e.). W pewnym momencie wydawały się one zagrażać samemu istnieniu Egiptu, ostatecznie jednak inwazje tych ludów zostały odparte. Ceną, jaką zapłacił za to Egipt, było osiedlenie się wielu Libijczyków w delcie Nilu. Jednocześnie część Ludów Morza osiadła w Syrii i Palestynie, co było jedną z przyczyn utraty egipskich wpływów w tym regionie za następców Ramzesa III. Już pod koniec jego panowania (zginął zamordowany), w Egipcie wybuchają społeczne niepokoje, i przez resztę swojego istnienia XX dynastia znajduje się w stanie permanentnej słabości. Pod koniec jej rządów ogromne wpływy uzyskują arcykapłani Amona-Re z Teb i po śmierci Ramzesa XI (1099–1070 p.n.e.) przejmują oni władzę nad Górnym Egiptem.

### Trzeci Okres Przejściowy (1070–664 p.n.e.)
W tym samym czasie gdy władzę nad Górnym Egiptem przejmowali arcykapłani Amona, w Delcie swoje rządy ustanawiał Smendes (1070–1044 p.n.e.) – urzędnik Ramzesa XI, będący założycielem XXI dynastii (1070–945 p.n.e.). Po śmierci Ramzesa XI arcykapłani Amona i nowi faraonowie szybko doszli do porozumienia, przy czym ich relacja wydaje się być oparta na potrzebie wzajemnego uznania: arcykapłan, w imieniu Amona, dostarczał legitymacji północnemu faraonowi, który w zamian potwierdzał władzę arcykapłana nad klerem Amona oraz armiami Górnego Egiptu. Ten rodzaj dwuwładzy, charakteryzującej się faktycznymi rządami arcykapłanów Amona w Górnym Egipcie oraz faraonów w Dolnym, miał być charakterystyczny dla XXI dynastii i pojawiać się także w czasach późniejszych. Jednocześnie Egipt stał się teokracją, w której Amon bezpośrednio rządził państwem poprzez swoje wyrocznie, a faraon został zredukowany do roli wykonawcy jego poleceń. Była to ostateczna konsekwencja rewolucji religijnej okresu amarneńskiego – wcześniej było niedopuszczalne, ażeby bóg mógł objawiać swoją wolę komukolwiek poza królem, jednak próba zdominowania całego życia religijnego własnych poddanych przez Echnatona doprowadziła do odwrotnej reakcji, w której podważono potrzebę pośrednictwa faraona w kontakcie z bogami. W rezultacie już pod koniec Nowego Państwa mnożą się przykłady wyroczni skierowanych przez bogów bezpośrednio do ludu, przy czym wyrocznia Amona-Re w Tebach ostatecznie stała się najważniejszą. Imię następcy Smendesa, Amenemnisu (1044–1040 p.n.e.), znaczy dosłownie „Amon jest królem”.
W tym okresie w Egipcie rośnie rola osiadłych wcześniej w Delcie Libijczyków i spośród nich wywodzi się jeden z faraonów XXI dynastii, Osorkon (984–978 p.n.e.) Jego bratanek, Szeszonk I (945–924 p.n.e.), jest uważany za założyciela XXII dynastii (945–722 p.n.e.), a jego panowanie wyróżnia się jako szczytowy punkt Trzeciego Okresu Przejściowego. Doprowadzając do mianowania arcykapłanem Amona swego syna, Szeszonk faktycznie zjednoczył Egipt. Jego wyprawa do Palestyny, podjęta wkrótce przed śmiercią, a odnotowana także w Starym Testamencie, była próbą odzyskania hegemonii przez Egipt w tym regionie. Po śmierci Szeszonka dwoistość władzy uwidacznia się jednak ponownie, mimo że zarówno faraon, jak i arcykapłan z Teb pochodzą z tego samego rodu. Rządy XXII dynastii cechowały praktyka dziedziczenia urzędów i ogólna decentralizacja władzy, przy czym na wpół niezależne rządy arcykapłanów Amona nad Górnym Egiptem były tylko najpoważniejszym jej przykładem. Zjawiska te prawdopodobnie łączyły się z libijskim pochodzeniem nowych królów Egiptu i szybko doprowadziły one do upadku władzy centralnej. W Delcie zaczęły powstawać lokalne małe państwa libijskich wodzów i ostatecznie rządy XXII dynastii zostały ograniczone do regionów Tanis i Bubastis. Jej potęga została przyćmiona przez władców Leontopolis, założycieli XXIII dynastii (808–715 p.n.e.), oraz Sais, którzy ostatecznie mieli ustanowić XXIV dynastię (727–711 p.n.e.).
Podczas gdy Egipt rozpadał się, w Nubii umacniało się królestwo Kusz, i jego władca Pianchi (ok. 751–716 p.n.e.) rozciągnął swe wpływy na Górny Egipt. Głównym jego rywalem w walce o władzę nad Egiptem był założyciel XXIV dynastii, panujący w Dolnym i Środkowym Egipcie Tefnacht (727–720 p.n.e.). Ok. 728 p.n.e. Pianchi pokonał Tefnachta i zmusił go do uznania swojej władzy, kiedy jednak powrócił do Napaty, Tefnacht ogłosił się faraonem, choć panował tylko w północnych regionach kraju. Walka pomiędzy XXIV a XXV dynastią (716–656 p.n.e.) (nubijską) rozstrzyga się dopiero za następcy Pianchiego, Szabaki (ok. 716–701 p.n.e.), który przejął władzę nad całym krajem. Egipt za panowania XXV dynastii nadal pozostał krajem zdecentralizowanym, przebywający bowiem przeważnie w Nubii władcy pozostawili znaczną autonomię rządzącym często w ich imieniu libijskim wodzom i arcykapłanom Amona. Za panowania Taharki (ok. 690–664 p.n.e.) doszło do katastrofalnego w skutkach konfliktu z Asyrią. W latach 671 i 666 p.n.e. Asyryjczycy zdobyli Memfis i Taharka zmarł w Napacie. Jego następca, Tanutamon (664–656 p.n.e.), ponownie zajął Egipt, pokonując rządzącego w nim z nadania Asyryjczyków Necho I. W odwecie w 663 p.n.e. Aszurbanipal (ok. 669–627 p.n.e.) ponownie najechał Egipt, ścigając Tanutamona aż do I katarakty i niszcząc Teby. Wydarzenie to kończy panowanie XXV dynastii w Egipcie.

### Okres Późny (664–332 p.n.e.)
Założycielem XXVI dynastii był syn Necho I, Psametych I, początkowo panujący jako wasal Asyrii. Po umocnieniu swojej władzy zrzucił on jednak obcą zależność. Za panowania Psametycha na szerszą skalę zaczynają się osiedlać w Egipcie cudzoziemcy, Syryjczycy, Żydzi i Grecy, przy czym ci ostatni opanowują flotę, armię i handel. Silna najemna armia była jednym ze środków, które pozwoliły Psametychowi zjednoczyć cały kraj i narzucić mu scentralizowaną administrację, co oznaczało koniec rozczłonkowania władzy charakterystycznego dla poprzedniego okresu. Ekonomiczna pomyślność i renesans artystyczny cechujący panowanie XXVI dynastii sprawiają, że jej rządy są uważane za okres „złotej jesieni” starożytnego Egiptu. Po upadku Asyrii wzmocniony Egipt rywalizował o prymat na arenie międzynarodowej z Babilonem, co jednak ostatecznie doprowadziło do sromotnej klęski pod Karkemisz w 605 r. p.n.e. Chociaż Babilończykom nigdy nie udało się zająć chociaż części Egiptu, to odtąd mieli dla niego stanowić zagrożenie aż do końca istnienia ich państwa. Babilon podbili Persowie rządzeni przez dynastię Achemenidów, którzy za panowania Cyrusa II (ok. 559–529 p.n.e.) stworzyli imperium obejmujące niemal całą Azję Zachodnią. Syn Cyrusa, Kambyzes (ok. 529–522 p.n.e.), w roku 525 p.n.e. podbił Egipt, kończąc tym samym panowanie XXVI dynastii.
Kambyzes starał się szanować egipskie zwyczaje i występował wobec swoich poddanych jako kolejny faraon, co jednak nie zapobiegło buntowi Egipcjan po jego śmierci. Dariusz I (521–486 p.n.e) opanował Egipt ponownie w 519/518 p.n.e. i kontynuował politykę swojego poprzednika wobec tego kraju. Za panowania perskiego struktura egipskiej administracji pozostała zasadniczo niezmieniona, z tym wyjątkiem, że na jej czele stał teraz pełniący rolę wicekróla satrapa, wywodzący się z perskiej arystokracji. Pomimo raczej łagodnej perskiej polityki dla Egipcjan obce panowanie było nie do zaakceptowania i buntują się oni po raz kolejny niedługo przed śmiercią Dariusza, która to rewolta zostaje stłumiona już przez jego następcę, Kserksesa (486–465 p.n.e.), w 484 p.n.e. Kserkses w mniejszym stopniu niż jego poprzednicy szanował wrażliwość Egipcjan, w szczególności nie respektując świątynnych przywilejów. W roku 463/462 p.n.e. w kraju wybuchła wielka rebelia pod wodzą księcia Inarosa, która pomimo jego śmierci w 454 p.n.e. dzięki wsparciu Ateńczyków trwała aż do roku 448 p.n.e. W roku 404 p.n.e. Egipcjanie wzniecili kolejne powstanie, które tym razem obaliło perskie rządy. Lata 404–343 p.n.e. to ostatni okres w historii starożytnego Egiptu, w którym jest on rządzony przez władców pochodzenia miejscowego, trzy krótko panujące dynastie – XXVIII, XXIX i XXX. By przeciwstawić się Achemenidom Egipcjanie zawierają sojusz ze Spartą, a następnie Euagorasem z Salaminy. W roku 373 oraz ponownie 351–350 p.n.e. udaje im się odeprzeć perskie inwazje, jednak ostatecznie ulegają armii Artakserksesa III (358–338 p.n.e.) w roku 343 p.n.e. Drugie panowanie perskie trwa jednak zaledwie nieco ponad dekadę, ponieważ już w roku 332 p.n.e. do Egiptu wkracza Aleksander Macedoński (336–323 p.n.e.).

### Egipt grecki (332–30 p.n.e.)

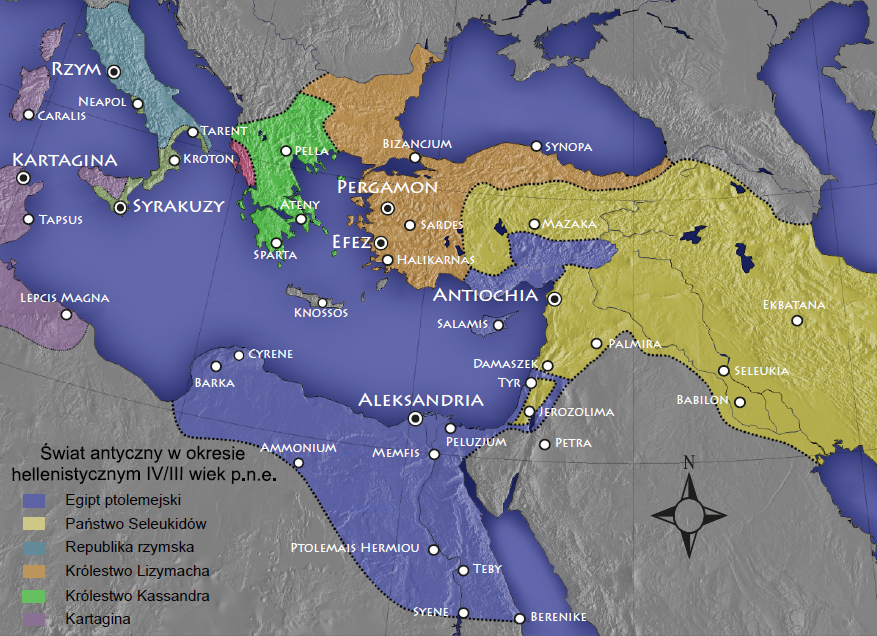
Państwa hellenistyczne na przełomie IV i III wieku p.n.e.

Po śmierci Aleksandra w 323 p.n.e. władzę w Egipcie przejął jego dowódca Ptolemeusz I (323–283 p.n.e.). Był on założycielem dynastii Ptolemeuszy, mającej panować w Egipcie przez następne trzy stulecia. Ptolemeusze rządzili Egiptem ze swojej nowo zbudowanej nadmorskiej stolicy, Aleksandrii, która szybko stała się największą metropolią świata hellenistycznego. Aleksandria była zasadniczo greckim miastem, a wzorowane na platońskiej Akademii i arystotelesowskim liceum Muzeum przyciągnęło do niej najwybitniejszych greckich uczonych i twórców z różnych dziedzin, takich jak Eratostenes, Herofilos, Zenodot, Arystarch, Apollonios i Kallimach, czyniąc z nowej stolicy Egiptu ówcześnie najważniejszy ośrodek greckiej kultury. Za rządów Ptolemeuszy Grecy zmonopolizowali wyższy aparat urzędniczy i armię, do których nie dopuszczano Egipcjan, co było widomym świadectwem obcego charakteru dynastii. Egipskie elity utrzymały swoją pozycję jedynie w sferze religii, nowi władcy zdecydowali się bowiem nie ingerować zbytnio w życie kapłanów i ich świątyń. Poza uprzywilejowaną klasą kapłańską Egipcjanie byli jednak ludźmi niższej kategorii we własnym kraju. Ptolemeusze prowadzili wobec nich politykę fiskalnego wyzysku, a dochody państwa pomnażał jeszcze rozbudowany system monopoli w dziedzinie wytwórczości i handlu. Także całą ziemię uprawną (przynajmniej teoretycznie) uważano za własność królewską. W sumie specyficzny typ ekonomiki Egiptu z tak wyraźnie zaznaczoną rolą kierowniczą państwa, nie znajdował odpowiedników w antycznym świecie śródziemnomorskim.
Korzystając z zasobów Egiptu pierwsi trzej Ptolemeusze prowadzili aktywną politykę zagraniczną, podporządkowując sobie Cyrenajkę, Cypr, Palestynę, południową Syrię oraz wiele miast na południowym wybrzeżu Azji Mniejszej i wysp Morza Egejskiego. O panowanie nad Syrią i Palestyną Ptolemeusze toczyli wyczerpujące wojny z Seleukidami. Za panowania Ptolemeusza IV (222–205 p.n.e.) widoczne stają się oznaki wewnętrznego kryzysu – wyzyskiwani chłopi wszczynają bunty, a w roku 205 p.n.e. dochodzi do secesji Tebaidy rządzonej przez niezależnych faraonów pochodzenia nubijskiego aż do roku 185 p.n.e. Osłabieni Ptolemeusze utracili wszystkie nie egipskie posiadłości, poza Cyrenajką i Cyprem. Sytuacja w kraju ustabilizowała się za cenę finansowych ustępstw wobec egipskiego chłopstwa i kapłanów, które zredukowały jednak zdolność do ściągania odpowiednich dochodów w przyszłości i tym samym jeszcze bardziej osłabiły władzę centralną. Ptolemeusze musieli zacząć bardziej polegać na Egipcjanach (przed którymi nadal zamknięte były jednak wysokie stanowiska o charakterze politycznym) także dlatego, że w II w. p.n.e. właściwie ustała emigracja Greków do Egiptu. Elementami kompromisu z miejscowymi elitami były przyjęcie faraońskiej tytulatury oraz tradycyjnego rytuału koronacji.
Pomimo tego reszta dziejów dynastii nacechowana jest postępującą degeneracją. Walki między jej członkami właściwie się nie kończą. Naruszona zostaje stabilność władzy królewskiej, chłopskie rewolty powtarzają się kilkakrotnie. Odnawia się na początku I w. p.n.e. secesja Górnego Egiptu. Kres jej kładzie dopiero brutalne zniszczenie Teb w 85 p.n.e.. Papirusy rysują obraz powszechnej korupcji, jawnej wrogości ludności wobec funkcjonariuszy administracji i ucieczek ze wsi w obliczu ich rosnących wymagań. Królowie stracili przy tym jakąkolwiek władzę nad aparatem urzędniczym i kraj pogrążył się w anarchii. Od czasów Ptolemeusza VI (181–145 p.n.e.) rośnie zależność Egiptu od Rzymu i o jego sprawach coraz częściej zaczyna decydować rzymski senat. Niezależność Ptolemeuszy w ostatnim półwieczu ich panowania jest fikcją. Próbę odbudowy niezależności Egiptu podjęła ostatnia przedstawicielka dynastii, Kleopatra VII (51–30 p.n.e.), która korzystała ze wsparcia Cezara, a następnie Marka Antoniusza. Klęska tego ostatniego pod Akcjum doprowadziła do śmierci Kleopatry i zamiany Egiptu w rzymską prowincję w 30 r. p.n.e.

### Egipt rzymski (30 p.n.e. – V w. n.e.)

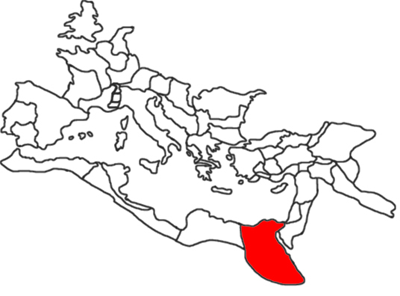
Provincia Aegyptus

Przejście Egiptu pod władzę Rzymu było przełomowym wydarzeniem w historii kraju. Wprawdzie już wcześniej wielokrotnie znajdował się on pod obcym panowaniem, lecz dla dotychczasowych władców Egiptu stanowił on z reguły istotny ośrodek ich rządów; dlatego chcąc zapewnić stabilność swojemu panowaniu, w mniejszym lub większym stopniu godzili się oni na „egipcjanizację”. Teraz natomiast Egipt znalazł się na peryferiach politycznego centrum i nie miał możliwości oddziaływania na swoich odległych władców. August (27 p.n.e. – 14 n.e.) nadał Egiptowi szczególny status, włączając go do swojej osobistej domeny i decydując, że będzie rządzony przez bezpośrednio przed nim odpowiedzialnego prefekta w randze ekwity. Senatorowie i ekwici najwyższej rangi nie mieli nawet prawa wjeżdżać do Egiptu bez zezwolenia cesarza. Tak jak w czasach ptolemejskich, Egipt miał posiadać własny system monetarny, odizolowany od reszty imperium. Te zarządzenia miały zapobiec pojawieniu się w Egipcie jakiegokolwiek rywala dla władzy Augusta oraz jednocześnie ułatwić ekonomiczną eksploatację nowej prowincji. Tak ukonstytuowany „Egipt Augusta” miał przetrwać w swej administracyjnej izolacji przez następne trzy stulecia.
Ekonomiczne znaczenie Egiptu dla Rzymu wynikało przynajmniej z trzech rzeczy. Po pierwsze i najważniejsze – Egipt był dostarczycielem zboża, pokrywającym mniej więcej 1/3 potrzeb stolicy imperium. Potrzeba zapewnienia stałej produkcji i dostaw zboża decydowała o bez mała wszystkich aspektach rzymskiej polityki w Egipcie. Po drugie – wydobywano w nim szereg minerałów, takich jak złoto oraz pewne rzadkie odmiany kamienia wykorzystywane w budownictwie. Po trzecie – z portów nad Morzem Czerwonym, Myos Hormos i Berenike, prowadzono handel towarami luksusowymi z Indiami, a pośrednio także z Malajami, a być może nawet z Chinami. Handel ten rozpoczął się już za Ptolemeuszy, jednak rozkwit jego nastąpił w czasach rzymskich. Niezwykłe bogactwo Aleksandrii wynikało z faktu, że była ona portem przeładunkowym dla wszystkich towarów wysyłanych z Egiptu do miast Rzymu: od zboża począwszy, a na indyjskich przyprawach skończywszy.
Rzymianie bardzo ograniczyli społeczną mobilność, dzieląc społeczeństwo Egiptu na wykluczające się ze sobą klasy. Grecy zachowali swój uprzywilejowany status, przy czym w przeciwieństwie do poprzedniej epoki mieszane małżeństwa pomiędzy nimi a Egipcjanami były surowo karane. By zostać obywatelem rzymskim trzeba było wcześniej posiadać obywatelstwo Aleksandrii, przy czym liczba tych najwyżej usadowionych w hierarchii społecznej Greków była ograniczona. Co więcej, zgodnie z decyzją Augusta obywatele pochodzenia egipskiego nie mogli zasiadać w senacie. Przed rodowitymi Egipcjanami była także zamknięta zwykła dla innych prowincjuszy droga awansu poprzez służbę w armii – przyjmowano ich tylko do floty. Nie ulega wątpliwości, że ten system został skonstruowany po to, by zapewnić ciągłe istnienie służebnej klasy Egipcjan pracującej na roli i dostarczającej dla Rzymu tak potrzebne mu zboże. August skonfiskował wiele świątynnych majątków oraz poddał finanse świątyń drobiazgowej kontroli. Liczba kapłanów była limitowana, pilnowano także, by zawsze byli oni obrzezani, ubrani w lniane szaty i mieli ogolone głowy. Podczas gdy w czasach ptolemejskich kapłani byli aktywni politycznie i często sprawowali po kilka urzędów, także o charakterze świeckim, teraz ograniczono ich rolę do sfery czysto religijnej. To z tego okresu wywodzi się późniejszy stereotypowy obraz odosobnionego, ascetycznego egipskiego kapłana, oddanego czystości i kontemplacji. Językiem urzędowym rzymskiego Egiptu był grecki i przestano uznawać kontrakty sporządzane pismem demotycznym oraz zniesiono egipskie sądy. Pomimo to piśmiennictwo w języku demotycznym rozkwitało i ostatecznie eksperymenty kapłanów z pismem demotycznym i greckim doprowadziły do powstania pisma koptyjskiego.
Początek panowania rzymskiego wiąże się z pewnym gospodarczym ożywieniem, związanym z aktywnymi pracami nad renowacją systemu irygacyjnego, zaniedbanego za ostatnich Ptolemeuszy. Te pozytywne bodźce ekonomiczne zniweczył jednak rzymski fiskalizm i poddany bezwzględnej ekonomicznej eksploatacji rzymski Egipt powoli lecz systematycznie stawał się coraz uboższy. Położony na peryferiach imperium był on także świadkiem niewielu ważnych wydarzeń politycznych i, co się z tym wiąże, bardzo rzadko był odwiedzany przez kolejnych cesarzy. Tuż po zajęciu Egiptu Rzymianie musieli walczyć z zagrażającymi jego południowym granicom władcami Meroe, jednak po odparciu ich inwazji w 21 p.n.e. zawarto z nimi pokój. Odtąd przez niemal trzy następne stulecia Egiptowi nie zagrażał żaden wróg zewnętrzny. W roku 69 w Aleksandrii cesarzem ogłosił się Wespazjan (69–79), który następnie wygrał rywalizację o władzę nad imperium. W latach 115 do 117 w Egipcie miała miejsce żydowska rewolta, która zrujnowała znaczne obszary kraju. Żydzi do tej pory byli najliczniejszą obcą społecznością w Egipcie, której elita aspirowała do tego samego statusu co Grecy, co było źródłem nieustannego napięcia. Nieudane powstanie oznaczało koniec istnienia żydowskiej społeczności w Egipcie, która z powrotem pojawiła się dopiero w następnym stuleciu. Kolejnym poważnym buntem w Egipcie było tzw. powstanie pasterzy (171–175), którzy rozbili miejscowe siły rzymskie i zostali pokonani dopiero przez świeże siły namiestnika Syrii Awidiusza Kasjusza. W roku 212 edykt Karakalli nadał obywatelstwo rzymskie wszystkim mieszkańcom imperium, jednak nie miał on istotnego znaczenia dla położenia zwykłych egipskich chłopów.
W III wieku Egipt znajdował się już w głębokim kryzysie, który miał swoje konsekwencje także dla życia religijnego. Aż do tego momentu tradycyjna religia Egiptu wydawała się mieć całkiem dobrze, a synkretyczne kulty Serapisa i Izydy, zapoczątkowane w okresie ptolemejskim, stały się nawet popularne na innych obszarach cesarstwa. Jednak finansowy kryzys oznaczał drastyczne ograniczenie patronatu nad świątyniami, polegającymi na kosztownych rytuałach, zaś im życie w Egipcie stawało się cięższe a rzymscy cesarze bardziej odlegli i nieistotni, tym bardziej tradycyjna teologia stawiająca w centrum pośredniczącego między bogami a ludźmi władcę stawała się nieaktualna. W tej sytuacji na egipskiej wsi zaczęło pojawiać się chrześcijaństwo, które już od drugiej połowy I w. było obecne w Aleksandrii. Odpowiedzią cesarzy na wzrost chrześcijaństwa były prześladowania, za Septymiusza Sewera (193–211), Decjusza (249–251) i największe za Dioklecjana (284–305), które jednak nie doprowadziły do zmiany sytuacji. W roku 297 w Aleksandrii wybuchł bunt Domicjusza Domicjana, który został osobiście stłumiony przez Dioklecjana. Dioklecjan ostatecznie włączył Egipt do zreorganizowanego przez siebie systemu prowincjalnego, zniósł jego odrębność monetarną i wprowadził łacinę do jego administracji. W ten sposób zakończyła się historia „Egiptu Augusta”.
IV wiek to historia dalszego wzrostu chrześcijaństwa i upadku egipskiej religii, której kapłani byli ostatnimi strażnikami tradycji starożytnego Egiptu. Nie doszło przy tym do żadnej istotnej konfrontacji pomiędzy dwiema religiami, lecz raczej ta rodzima po prostu stała się nieistotna dla swoich klientów i została zastąpiona przez nową formę religii, opartą na jednym świętym tekście i jednolitą w całym Cesarstwie Rzymskim. Chrześcijaństwo w IV wieku mogło zająć w większości pustą przestrzeń. Większość gwałtownych konfliktów pomiędzy poganami a chrześcijanami to prawdopodobnie późniejsze inwencje. Najsłynniejszym z tych konfliktów było splądrowanie przez chrześcijan Serapejon w 391 roku, które to wydarzenie znamy aż z pięciu różnych opisów. Ten akt był rezultatem dekretów cesarza Teodozjusza (379–395), na których podstawie zamknięto także inne czynne jeszcze pogańskie świątynie w Egipcie. Tradycyjny kult nadal jednak sprawowano w sanktuarium Izydy na wyspie File, gdzie 24 sierpnia 394 roku wykonano ostatnią datowaną inskrypcję hieroglificzną. Swoje przetrwanie File zawdzięczało przynajmniej po części koczowniczym Blemiom, którzy od połowy III wieku regularnie najeżdżali Egipt, lecz jednocześnie byli jednymi z ostatnich wyznawców egipskiej religii. Traktat pomiędzy cesarzem Marcjanem (450–457) a Blemiami zawarty w roku 451 gwarantował im swobodny dostęp do sanktuarium. 2 grudnia 452 roku w File wykonano ostatnią datowaną inskrypcję w piśmie demotycznym. Sanktuarium w File zostało zamknięte po pokonaniu Blemiów przez cesarza Justyniana (527–565) w 543 roku.

## Państwo i jego organizacja
Okres historyczny w dziejach Egiptu rozpoczął się wraz ze zjednoczeniem dolnego i górnego państwa przez władców epoki predynastycznej. Cechą charakterystyczną periodyzacji dziejów kraju nad Nilem pozostaje podział na okresy, ze szczególnym uwzględnieniem panowania poszczególnych dynastii. Wynikało to z tradycyjnego sposobu datowania, a ten z kolei z wagi, jaką miała w starożytnym Egipcie monarchia. Rozkwit państwa możliwy był dzięki dobrze zorganizowanej administracji oraz silnie osadzonej w kulturze i religii władzy centralnej, nadzorującej prace irygacyjne, organizującej armię, politykę budowlaną i kultową.

### Monarchia

Królewskie insygnia

Dziedzicznymi władcami starożytnego Egiptu byli faraonowie. Ich władza miała charakter absolutny i silnie usankcjonowany religijnie. Faraon był bowiem nie tylko królem, głównodowodzącym armią i najwyższym kapłanem, ale zarazem ziemskim wcieleniem boga Horusa (uosabiającego Egipt), który w konsekwencji po śmierci sam stawał się bogiem. Miało to swoje odzwierciedlenie w egipskim budownictwie religijnym, którego najbardziej okazałymi budowlami były monumentalne grobowce panujących. Ta zależność powodowała również silne powiązanie władcy z klerem określonych bóstw oraz silną centralizację władzy opartą na hierarchii społecznej.

### Administracja
Od czasów panowania II dynastii władcę zajętego nadzorem nad armią i obowiązkami religijnymi w sprawach administracyjnych wyręczał wezyr. Był to urzędnik centralny (w okresie Średniego i Nowego Państwa dwóch, po jednym dla Górnego i Dolnego Egiptu), posiadający ogromne uprawnienia, zarządzający skarbem (polityka fiskalna), rolnictwem, sprawiedliwością i archiwami królewskimi. Wezyrowie mieli również bezpośredni nadzór nad nomarchami, zarządcami prowincji (nomów), na które podzielony był Egipt, oraz nad starszymi miast (dowody ich obecności znajdujące się w materiałach źródłowych świadczą o jakiejś formie samorządu). Filar administracji centralnej i terenowej stanowili pisarze, posługujący się na co dzień uproszczonym zapisem hieroglificznym zwanym hieratyką, a w okresach późniejszych demotyką, spisywaną na papirusie i drewnie.
Podstawą administracji lokalnej były nomy (22 Górnego i 20 Dolnego Egiptu). Ten tradycyjny podział wykształcił się w czasach najdawniejszych i najprawdopodobniej odzwierciedlał zasięg możliwości nadzoru nad lokalną siecią kanałów nawadniających. W okresach słabości władzy centralnej nomarchowie zdradzali tendencje do uniezależniania się od centrum i przekształcania swojej władzy w dziedziczną (Pierwszy Okres Przejściowy).

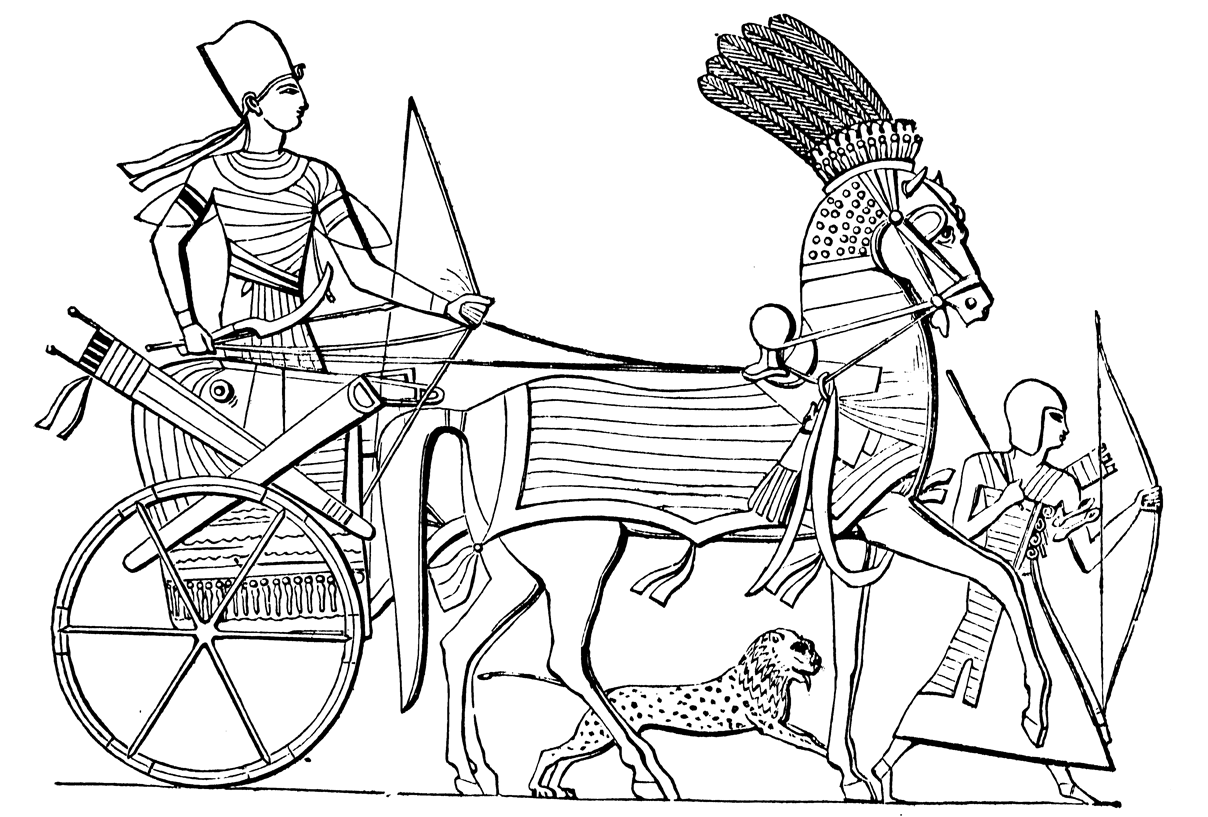
Egipski lekki rydwan

### Armia
Składała się głównie z wolnych Egipcjan, a od II tysiąclecia p.n.e. uległa uzawodowieniu. Służba dawała zapewne jedną z niewielu szans awansu egipskim chłopom i cudzoziemcom, spośród których werbowano korpusy zaciężne. Przez większość historii starożytnego Egiptu podstawą armii faraonów była piechota i dopiero w okresie Nowego Państwa pojawiły się formacje lekkich rydwanów. Żołnierze podzieleni na garnizony stacjonowali w pałacu, w ośrodkach prowincjonalnych lub fortach strzegących granic (np. Buhen, Semna w Nubii). Wszystkie formacje egipskiej armii począwszy od procarzy, poprzez łuczników, a na topornikach kończąc, miały charakter lekki. Wojownicy nie nosili pancerzy, tylko skórzane ochraniacze, a ochronę głowy stanowiła gruba peruka lub specjalnie zapuszczane włosy spięte w kok.

### Gospodarka
Podstawą gospodarki było rolnictwo, zwłaszcza uprawa jęczmienia, pszenicy płaskurki i lnu. Istotne były hodowla kóz, bydła i owiec oraz rybołówstwo. Duże znaczenie miał zbiór trzcin używanych do wyrobu mat i plecionek oraz jako materiał budowlany i cibory papirusowej, z której wyrabiano papirus. Silnie rozwinięte i zróżnicowane było rzemiosło. Surowce skalne pozyskiwano głównie z krajowych kamieniołomów, natomiast złoto i miedź z terenów będących w strefie wpływów Egiptu (odpowiednio: Nubia i Półwysep Synajski. Ważnymi produktami importowanymi były pnie drzew (z rejonu Libanu) oraz towary luksusowe (szlachetne gatunki drzew, kamienie ozdobne, kość słoniowa, kadzidła, perfumy). Gospodarka Egiptu, zwłaszcza Starego Państwa i Średniego Państwa była w dużym stopniu samowystarczalna. Przed okresem hellenistycznym nie używano na szerszą skalę pieniądza monetarnego.

## Pismo
| I6 | G17 | X1 · O49 |

| I6 | G17 | X1 · O49 |

| N16 · N16 |

| N16 · N16 |

Egipskie pismo hieroglificzne, obok pisma klinowego, uważane jest za najstarsze na świecie, a jego pierwsze, najprostsze przedstawienia datowane są na okres kultury archeologicznej Nagada (okres predynastyczny). W przeciwieństwie do pisma klinowego, hieroglify wykorzystywane były do zapisu tylko jednego języka (staroegipski), przechodzącego na przestrzeni tysiącleci, podobnie jak sam zapis, znaczną ewolucję.

### Hieroglify, hieratyka i demotyka

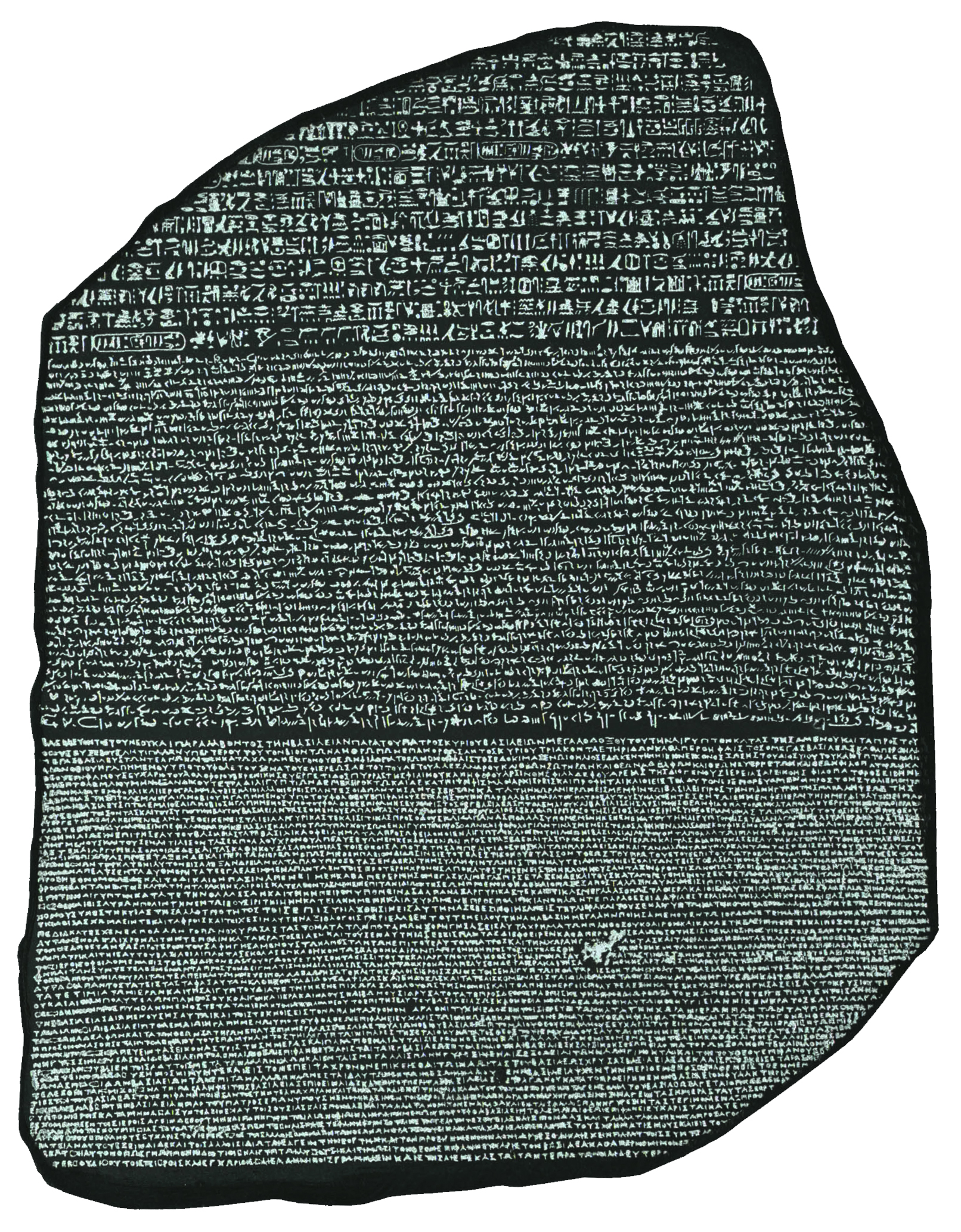
Kamień z Rosetty

Najstarszą znaną formą pisma egipskiego, stosowaną w okresach Starego i Średniego Państwa, były hieroglify (stgr. ἱερογλυφικά γράμματα, hieroglyfika grammata, święte znaki). Łączyły one piktogramy, ideogramy i fonogramy, a podstawowa zasada ich zapisu przetrwała niezmieniona przez cały czas trwania cywilizacji egipskiej. Wynikało to z faktu, iż przeznaczone były tylko do najważniejszych zapisów oficjalnych, świątynnych lub grobowych.
Na okres Nowego Państwa datuje się znaleziska wskazujące na powstanie nowej formy zapisu, zwanej hieratyczną (stgr. ιερατικός hieratikos, kapłański). Było to pismo powstałe w wyniku rozwoju i rozpowszechnienia praktyk pisarskich. Wyewoluowało z pisma hieroglificznego, nie wypierając go jednak. Służyło do codziennego użytku w świątyniach, administracji i dyplomacji. Hieratyką zapisywano również większość tekstów literackich do III wieku p.n.e.
Około VII wieku p.n.e. pojawiła się nowa odmiana pisma egipskiego, zwana demotyczną (stgr. δημοτικός, demotikos, ludowy). Wiele znaków nie przypominało już swoich hieroglificznych pierwowzorów, jednak zasada pozostawała ta sama. Pismo egipskie pozostawało pismem wyrazowym.

### Język koptyjski
Ostatnią fazą rozwoju zapisu języka staroegipskiego był język koptyjski. Powstały w okresie wczesnego chrześcijaństwa egipskiego, oparty był już jednak na alfabecie greckim, z kilkoma zapożyczeniami z form wcześniejszych, używanych do zapisu głosek niewystępujących w grece. Jest to do dziś język oficjalny Kościoła koptyjskiego.

### Odczytanie
Odczytanie pisma hieroglificznego w XIX wieku przez Jean-François Champolliona możliwe było dzięki tzw. Kamieniowi z Rosetty. Jest to pozostałość steli świątynnej z ok. II wieku p.n.e., z zapisaną w dwóch językach i trzech wersjach (hieroglifach, demotyce i grece) treścią dekretu, wydanego na cześć koronacji Ptolemeusza V Epifanesa, z greckiej dynastii Lagidów. Stela została odnaleziona podczas egipskiej wyprawy Napoleona w 1798 roku. Champollionowi w odczytaniu treści pomogła znajomość języka koptyjskiego .

### Literatura

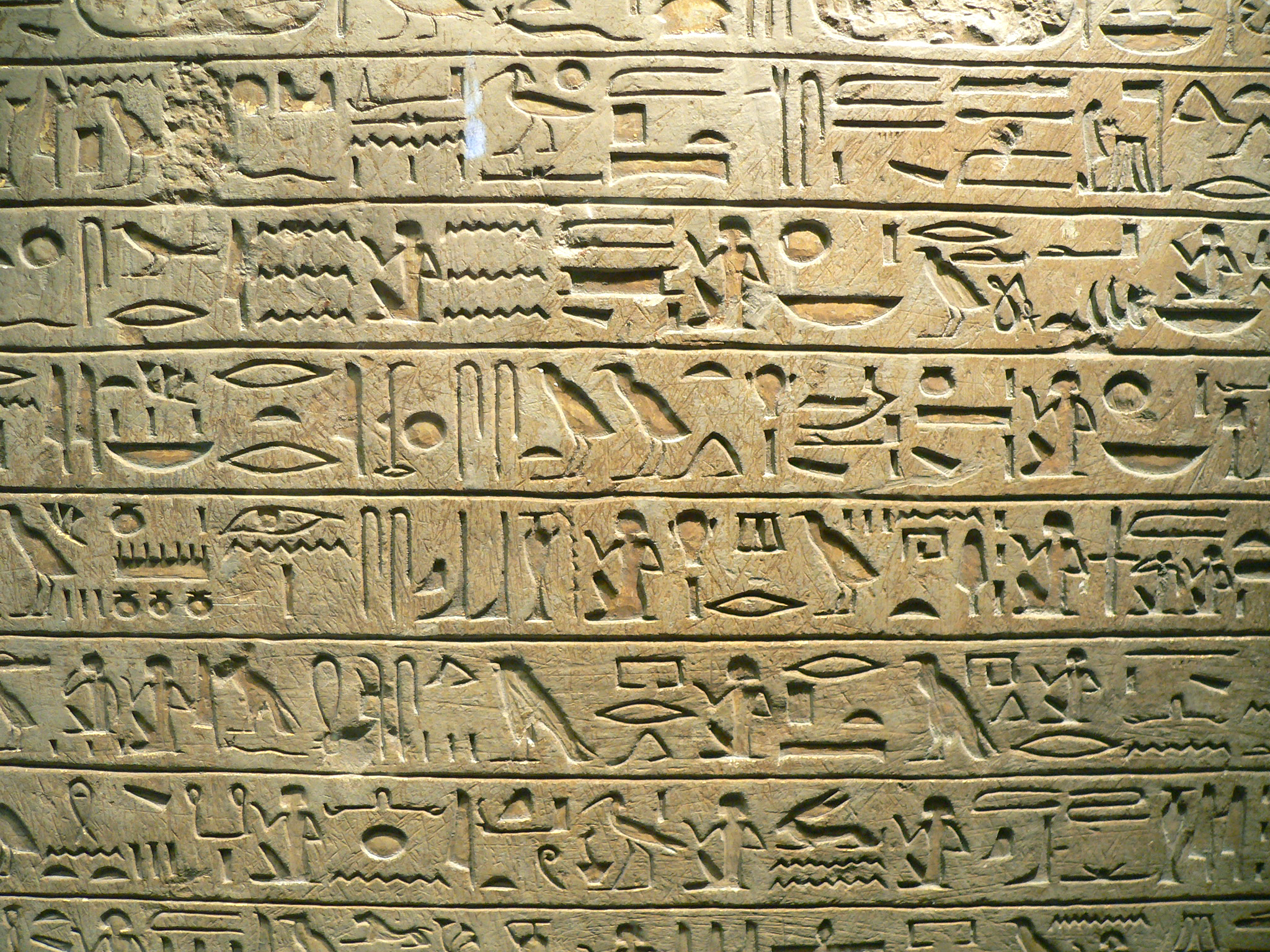
Hieroglify

Kultura egipska, przez cały czas swojego trwania w okresie starożytnym, doczekała się niezwykle wszechstronnego rozwoju form literackich. Wiele z zabytków piśmiennictwa egipskiego znanych jest do dziś, a najstarsze z nich, tzw. Teksty Piramid, zostały odnalezione na ścianach grobowców z okresu Starego Państwa, a opisują wierzenia dotyczące życia pośmiertnego. Z Pierwszego Okresu Przejściowego pochodzi Opowiadanie o zniszczeniu ludzkości, oddające nastrój niepokoju, spowodowanego upadkiem państwowości i powszechnym brakiem poczucia bezpieczeństwa .
W okresie Średniego Państwa (klasycznego dla kultury egipskiej) nastąpił największy rozwój egipskiej literatury, wszystkich niemal gatunków. Z licznie zachowanych opowiadań najbardziej warte wspomnienia są Rozbitek i Opowieść o Sinuhecie, będące echem wielkich podbojów i licznych podróży jakie Egipcjanie odbywali w związku z wyprawami wojskowymi, dyplomatycznymi i kupieckimi, charakterystycznymi dla okresu rządów faraonów XII dynastii. Na szczególną uwagę zasługują utwory o charakterze moralizatorskim jak chociażby Nauki dla króla Merikare, czy Nauki króla Amenhotepa oraz teksty religijne, w tym napisana w okresie Nowego Państwa Księga Umarłych, czy Hymn ku czci Atona przypisywany faraonowi Echnatonowi .
Okres późniejszy to dominacja języka i form charakterystycznych dla kultury greckiej. Jednakże jeszcze dla poprzedzającej okres hellenistyczny tzw. Epoki Późnej zachował się opis podróży kapłana i dyplomaty Wen-Amona do Syropalestyny. Stanowi on dojmujący opis upadku zwierzchnictwa egipskiego w tym rejonie na rzecz niesubordynowanych Filistynów, zapowiadający nieuchronny koniec bliskowschodniej dominacji państwa faraonów.

## Religia

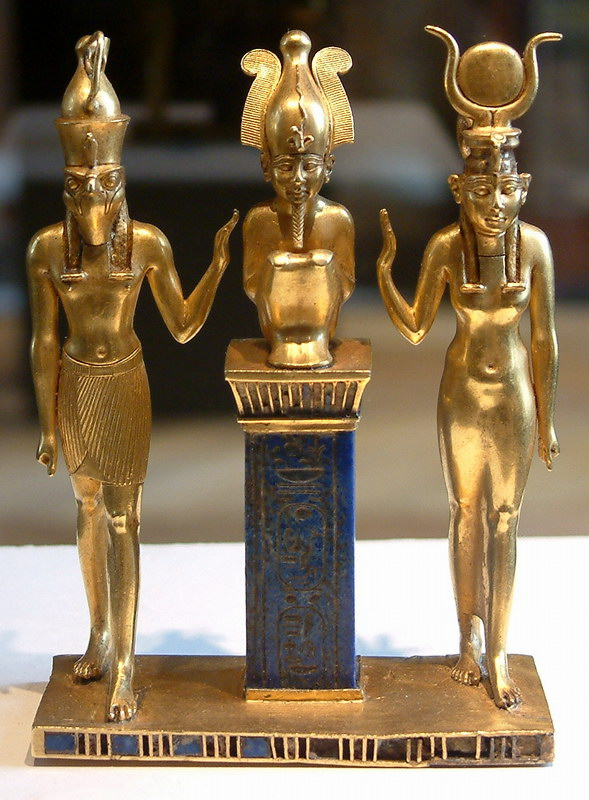
Horus, Ozyrys i Izyda. Luwr

Herodot w drugiej księdze Dziejów pisał o Egipcjanach: Są oni pobożni ponad miarę, bardziej niż wszystkie inne ludy (II.37). Obecny stan badań zdaje się potwierdzać tezę, iż religia była wszechobecna w życiu mieszkańców starożytnego Egiptu. Niektóre jej aspekty, jak choćby kwestie powstania Świata, bliskie były również filozofii.

### Kosmogonia i kosmologia
Istniały trzy oficjalne kosmogonie będące w zasadzie różnymi wersjami tego samego zagadnienia, stworzenia Świata przez słońce z żywiołu symbolizującego Nil (chaos). Najstarszą i zarazem budzącą największy szacunek była ta ze świętego miasta Heliopolis, odwołująca się do dziewiątki najważniejszych bogów (tzw. Enneady). Zgodnie z nią, z nieokiełznanego żywiołu Nun wyodrębniło się słońce („samo z siebie”), byt doskonały czczony na przemian w postaciach Amona i Re. Amon-Re, przedstawiany jako skarabeusz toczący kulkę gnoju symbolizującą przemianę, powołał do życia Szu i Tefnut (czyli żywioł suchy i wilgoć), a z nich zrodziły się Nut i Geb (Niebo i Ziemia). Ci ostatni mieli czwórkę (w niektórych wersjach piątkę) dzieci: Izydę, Ozyrysa, Neftydę i Seta. Wraz z ich narodzinami rozpoczął się również czas ludzi. Legenda dotycząca ostatniego pokolenia bogów miała charakter męczeński, w postaci pasji Ozyrysa symbolizującej cierpienie człowieka. Ozyrys, pierwszy król Egiptu został zdradziecko zamordowany przez Seta, a jego ciało poćwiartowane. Izyda, uosobienie małżeńskich cnót poskładała ciało męża przy pomocy siostry Neftydy. W balsamowaniu zwłok pomógł syn z nieprawego łoża Ozyrysa i Neftydy, Anubis, a w jakiś czas po tym Izyda wydała na świat pogrobowca Horusa. Ten ostatni stoczył z Setem zwycięską walkę o tron Egiptu, który Set zdążył sobie przywłaszczyć, a Ozyrys, w wyniku werdyktu boskiego sądu, został panem świata zmarłych.
Druga, rywalizująca z helipolitańską kosmogonia, powstała w stolicy XV nomu górnoegipskiego Hermopolis. W niej na odwrót, Słońce było ostatnim w cyklu stworzenia, wyklutym z jaja, którym opiekowały się pary bogów, symbolizujące podstawowe żywioły. Trzecia z nich, najbardziej zwarta teologicznie, to kosmogonia memficka znana z granitowej płyty ze świątyni Ptaha z Memfis (VII wieku p.n.e.). Przechowywana obecnie w British Museum posiada zapis informujący, że jest kopią znacznie starszego papirusu. Kosmogonia memficka łączyła obydwa wcześniejsze wątki, przekaz jest jednak znacznie bardziej abstrakcyjny, odnoszący się do myśli i powołującego ją do życia słowa. Rządy bogów na Ziemi uwzględniają również Kanon Turyński i Aegypiaca Manethona, w postaci tzw. Złotego Wieku łączącego się z okresem historycznym.

### Bogowie
| Enneada heliopolitańska          | Atum/Re • Szu – Tefnut • Geb – Nut • Ozyrys – Izyda • Set – Neftyda                                                                                                   |
| Ogdoada hermopolitańska          | Nun – Naunet • Huh – Hauhet • Kuk – Kauket • Amon – Amaunet |
| Triada memficka                  | Ptah • Sechmet • Nefertum |
| Pozostali bogowie głównego nurtu | Anubis • Aton • Bastet • Bes • Chepri • Chnum • Chonsu • Hathor • Horus • Maat • Min • Montu • Renenutet • Seszat • Sobek • Sokar • Tatenen • Tawaret • Thot • Uadżet |

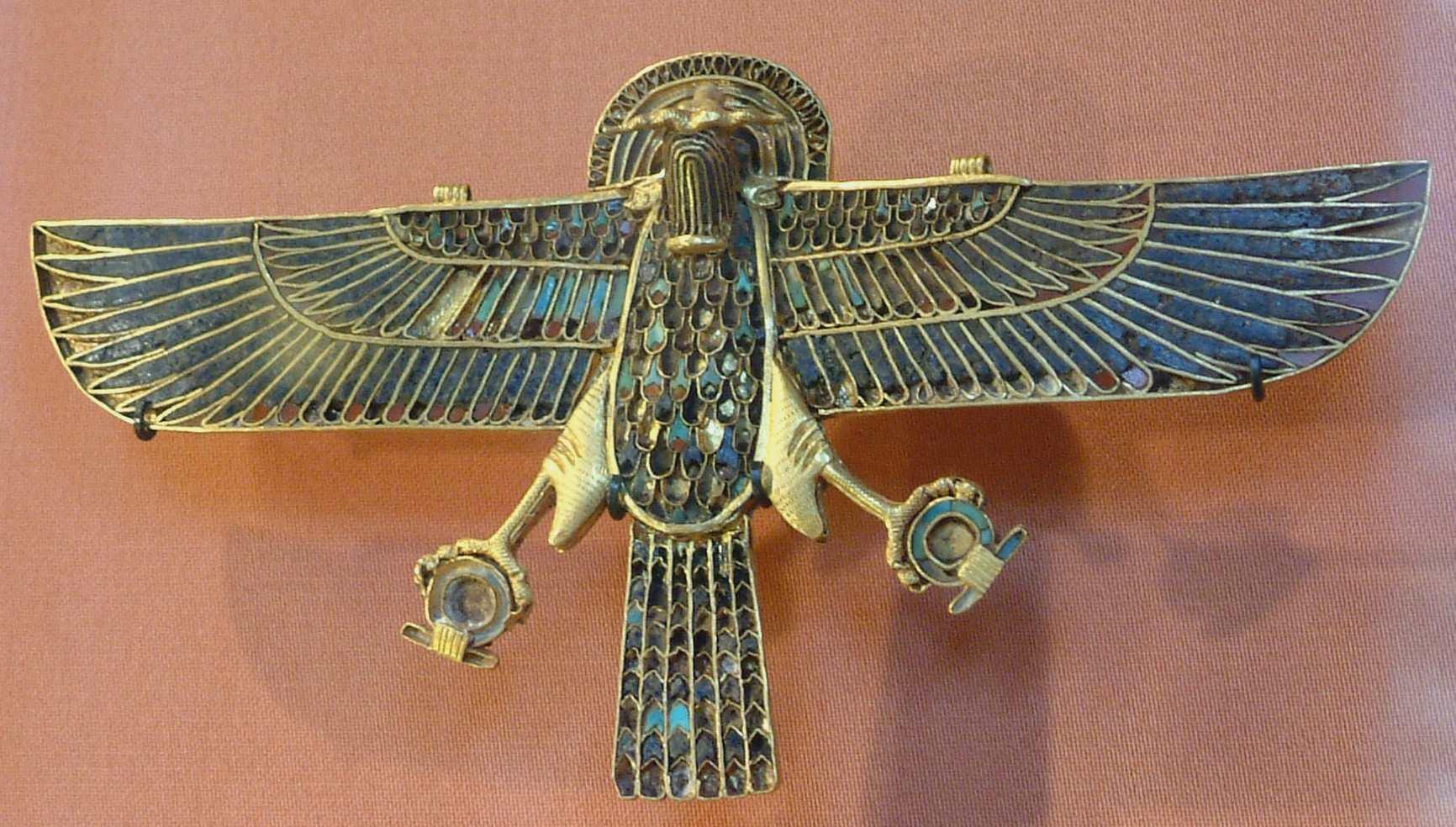
Amulet z wyobrażeniem sokoła

Istniało wiele mitów mających na celu powiązanie i uwypuklenie roli bóstw lokalnych w zmaganiach bogów znanych z oficjalnych kosmogonii (np. krowy karmicielki Hathor, która pomogła Izydzie wykarmić małego Horusa, czy wspomnianego balsamisty Anubisa). Kulty prowincjonalne nigdy nie straciły na znaczeniu, pomimo ponawianych prób oficjalnego uregulowania tej kwestii przez faraonów kolejnych dynastii.

### Życie pozagrobowe

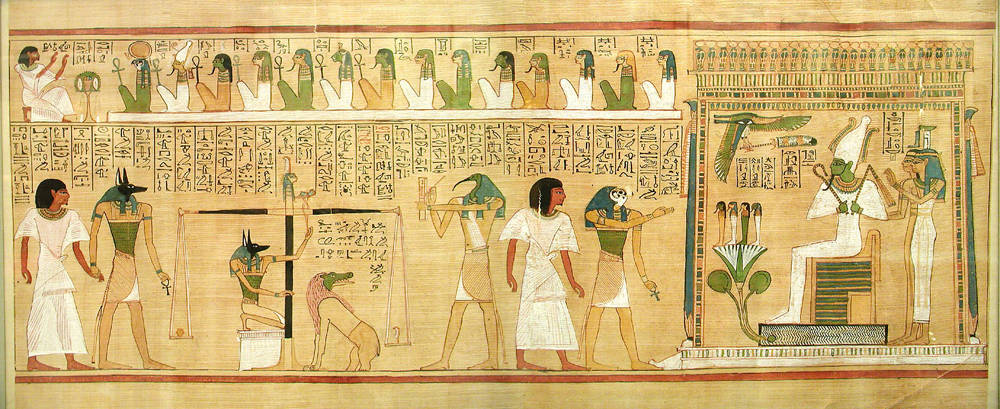
Pośmiertny trybunał Ozyrysa

Poza oddawaniem czci bogom niezwykle ważnym aspektem religii egipskiej była wiara w życie pozagrobowe. Teksty Piramid z okresu Starego Państwa, pomimo swojej niespójności, dają obraz wczesnych wierzeń odnoszących się początkowo do władców. Faraon po śmierci, w zamian za wykonanie zadania jakim było utrzymanie równowagi stworzenia na Ziemi, stawał się bogiem. W okresie Średniego Państwa nastąpiło rozpowszechnienie praktyk grobowych, które cały czas ewoluowały. Wierzono, że ciało jest mieszkaniem duszy i jako słabe, i nietrwałe nie nadaje się do użytku wiecznego. Aby zapewnić spokój zmarłemu, dusza potrzebuje nowego i trwałego schronienia. Stąd praktyki utrwalania zwłok przez balsamowanie. Uważano również, że istnieje potrzeba zapewnienia zmarłym wszystkich składników dostatniego życia, dlatego też budowano im grobowce (mieszkania) i świątynie grobowe, pełniące rolę pałaców (faraonowie), wyposażone we wszystkie niezbędne sprzęty, jedzenie, a nawet służbę.

### Okres grecko-rzymski

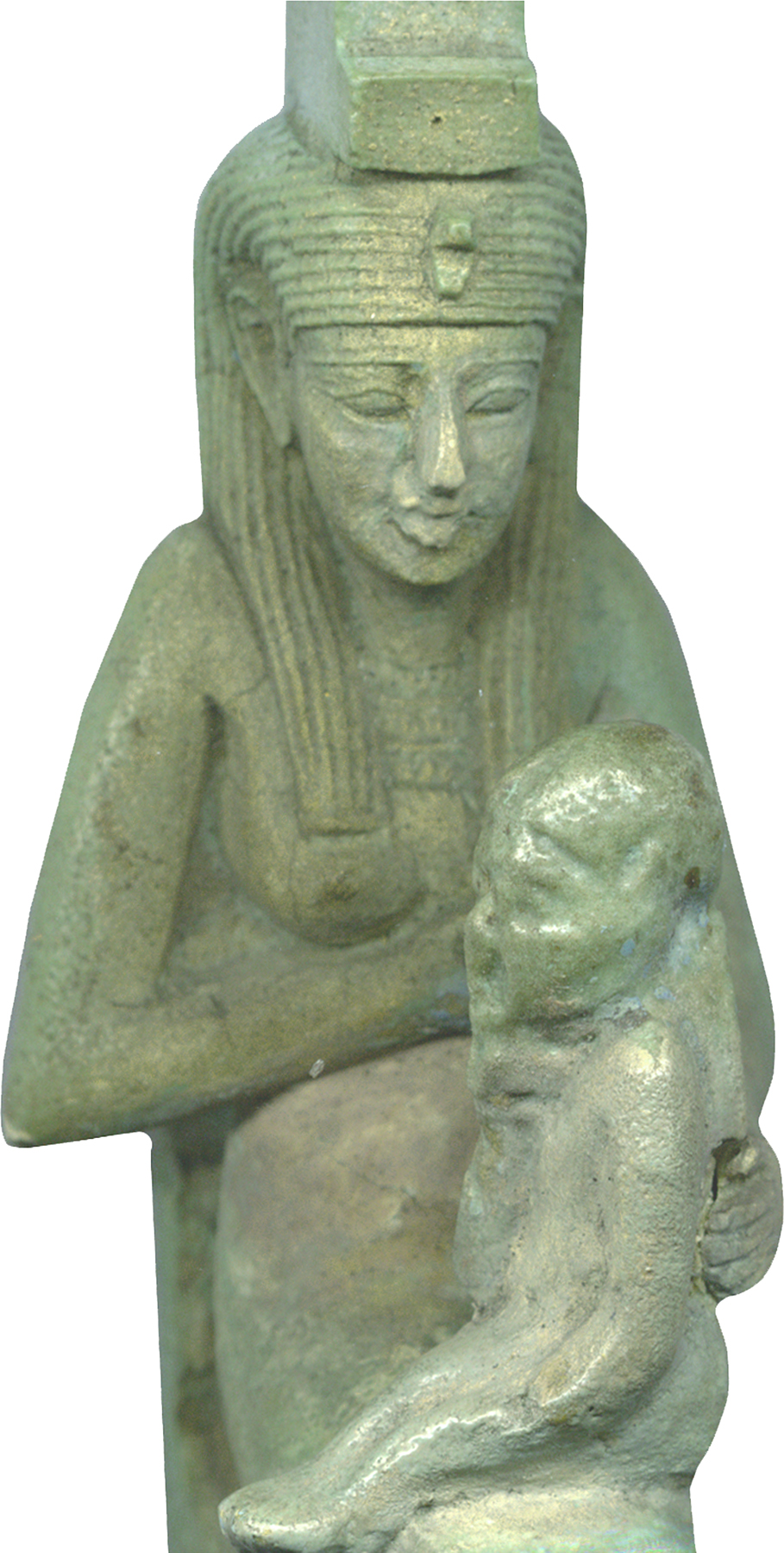
Izyda karmiąca Harpokratesa-Horusa

#### Bóstwa synkretyczne
Bardzo ciekawym zjawiskiem okresu hellenistycznego był synkretyzm religijny. Dla Greków rozsianych po całym imperium Aleksandra naturalną rzeczą było uczestnictwo w kultach lokalnych. Nie przeszkadzało im to jednak w doszukiwaniu się w miejscowych bogach podobieństw do tych rodzimych, greckich. Doprowadziło to do powstania nowych bóstw takich jak np. Sarapis (Ozyrys-Apis), którego greccy mieszkańcy Egiptu utożsamiali z Zeusem, Dionizosem i Asklepiosem. Szybko stał się on głównym bogiem dynastii ptolemejskiej, a centrum kultu był aleksandryjski Sarapejon. Ta sama kwestia dotyczyła Izydy, łączonej z grecką Demeter, i jej syna Harpokratesa (Horusa), którzy wraz z Sarapisem utworzyli tzw. trójcę aleksandryjską.

#### Chrześcijaństwo
W rządzonym przez Rzymian Egipcie, w okresie późnego antyku, podobnie jak w całym cesarstwie bardzo szybko zaczęło rozwijać się chrześcijaństwo. W IV wieku n.e. większość znaczniejszych miast egipskich miała już swojego biskupa, a bazą kulturową nowej religii był w pełni rozwinięty w tym czasie język koptyjski. Dynamicznie rozwijające się chrześcijaństwo cieszyło się znaczną popularnością i miało wystarczającą liczbę wyznawców aby przetrwać wszystkie większe zawirowania, nawet podbój arabski VII wieku.